# 埴輪

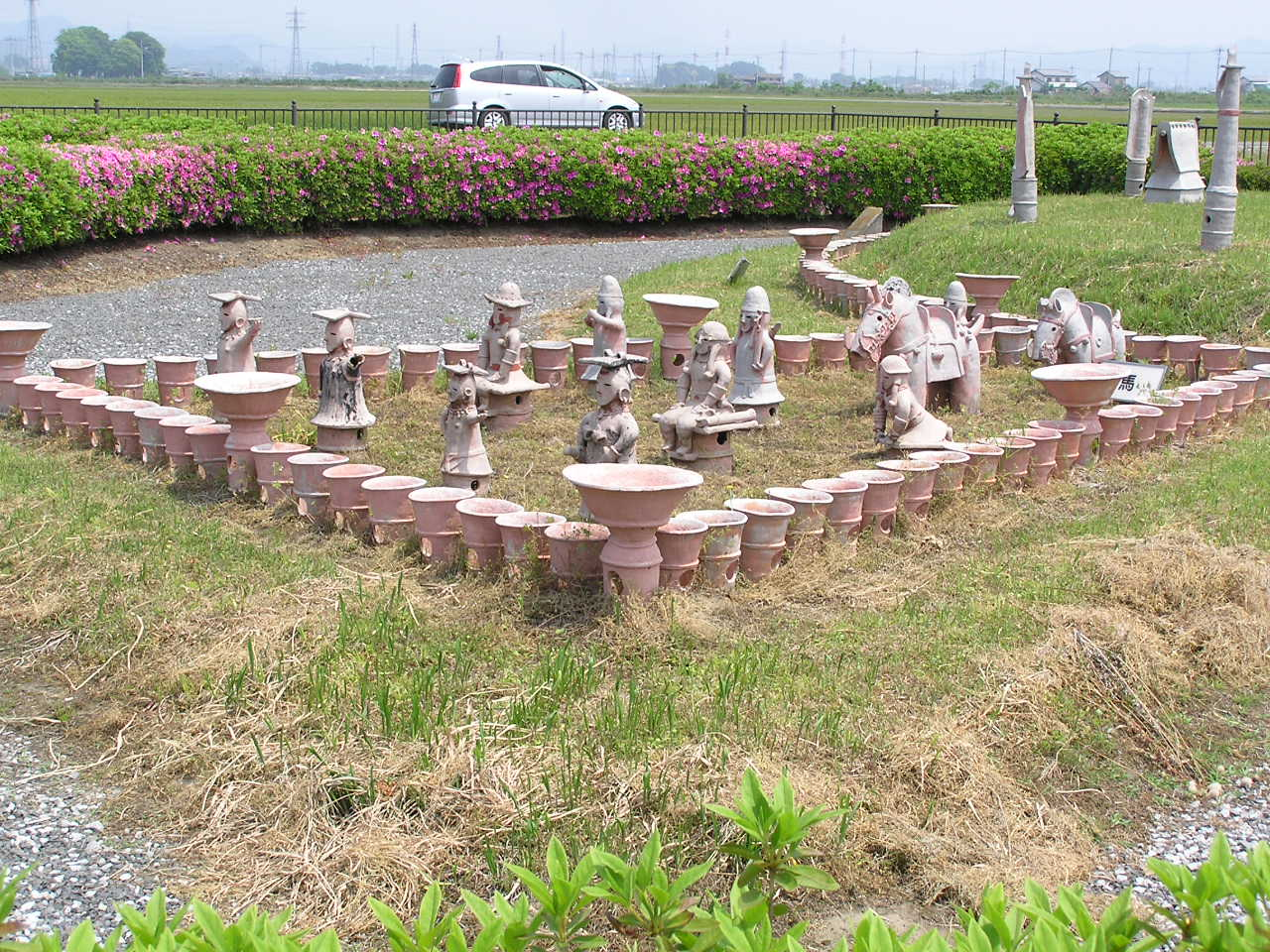
塚廻り古墳群第4号墳の墳丘上に復元配置された埴輪群（群馬県太田市、出土した原品は重要文化財）

埴輪（はにわ）は、古墳時代の日本の特有の器物。一般的には土師器に分類される素焼き土器である。祭祀や魔除けなどのため、古墳の墳丘や造出の上に並べ立てられた。日本各地の古墳に分布している。埴とは「赤い土」の意味があり、輪とは「取り囲む」意味を持つ。

## 概要
| 円筒埴輪の例。メスリ山古墳より出土した大型円筒埴輪（重要文化財、奈良県立橿原考古学研究所附属博物館所蔵） |  | 形象埴輪の例。群馬県太田市より出土した『埴輪武装男子立像』（国宝、東京国立博物館蔵） |
| 円筒埴輪の例。メスリ山古墳より出土した大型円筒埴輪（重要文化財、奈良県立橿原考古学研究所附属博物館所蔵） |  | 形象埴輪の例。群馬県太田市より出土した『埴輪武装男子立像』（国宝、東京国立博物館蔵） |

埴輪は、3世紀後半から6世紀後半にかけて造られ、前方後円墳とともに消滅した。大きく円筒埴輪と形象埴輪の2種類に大別される。
円筒埴輪は、普通円筒（最も基本的な土管形のもの）・朝顔形埴輪・鰭付円筒埴輪などに細分される。墳丘を取り囲む周提帯の上や、墳丘頂部、墳丘斜面に設けられた段部（テラス状の平坦面）に横一列に並べられた。
形象埴輪は、家形埴輪・器財埴輪・動物埴輪・人物埴輪の4種に区分され、墳丘頂部の方形基壇や、造出と呼ばれる墳丘裾の基壇状構造物の上に立て並べられた。形象埴輪からは、古墳時代当時の衣服・髪型・武具・農具・建築様式などの復元が可能である。なお、「壺形埴輪」と呼ばれるものについては、壺という器物を表しているため形象埴輪とも言いえるが、歴史的には弥生時代の「特殊壺」が埴輪化していったものであるため（円筒埴輪と一体化して朝顔形埴輪にもなった）、他の形象埴輪群とは起源や系統が大きく異なり、円筒埴輪に類するとされている（埴輪の起源については後述）。
埴輪の構造は基本的に中空で、粘土で紐を作り、それを積み上げていきながら形を整えて作った。時には、別に焼いたものを組み合わせたりしている。また、いろいろな埴輪の骨格を先に作っておき、それに粘土を貼り付けるなどした。型を用いて作ったものはない。中心的な埴輪には、表面にベンガラなどの赤色顔料が塗布された。畿内では赤以外の色はほとんど用いられなかったが、関東地方では形象埴輪に様々な彩色が施されている。

## 歴史

### 起源

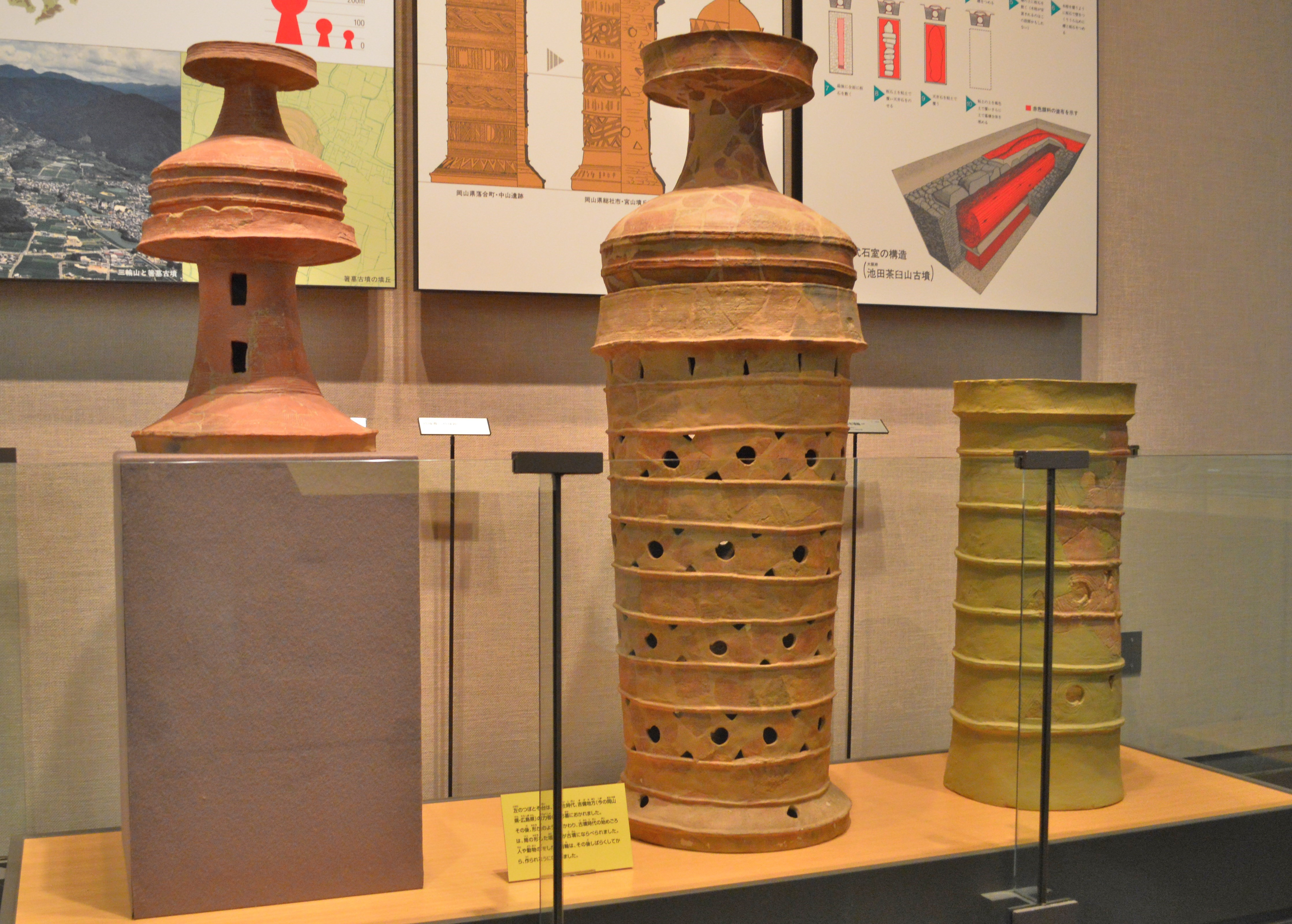
埴輪の起源と考えられている特殊器台と特殊壺（複製）
国立歴史民俗博物館蔵

埴輪の起源は、考古学的には吉備地方の墳丘墓に見られる特殊器台・特殊壺にあるとされ、それらから発展した円筒埴輪と壺形埴輪がまず3世紀後半に登場し、次いで4世紀に家形・器財形・動物形（鶏）が出現し、5世紀以降に人物埴輪が作られるようになったという変遷過程が明らかとなっている。
3世紀後半になると、前方後円墳（岡山県岡山市都月坂1号墳、奈良県桜井市箸墓古墳、兵庫県たつの市御津町権現山51号墳）から最古の円筒埴輪である都月型円筒埴輪が出土している。この埴輪の分布は備中から近江までに及んでいる。最古の埴輪である都月型円筒埴輪と、最古の前方後円墳の副葬品とされる大陸製の三角縁神獣鏡とは同じ墳墓からは出土せず、一方が出るともう一方は出ないことが知られていた。ただ一例、兵庫県たつの市の権現山51号墳では後方部石槨から三角縁神獣鏡が5面、石槨そばで都月型円筒埴輪が発見されている。
なお、前方後円墳の出現は、ヤマト王権の成立を表すと考えられており、前方後円墳に宮山型の特殊器台・特殊壺が採用されていることは、吉備地方の首長がヤマト王権の成立に深く参画したことの現れだとされている（吉備勢力の東遷説もある）。
一方、史料上では『日本書紀』の垂仁天皇32年条に、野見宿禰が日葉酢媛命の陵墓へ殉死者を埋める代わりに土で作った人馬を立てることを提案したところ、天皇が喜びその通りにしたとする記述があり、これが埴輪の始まりとされる。「埴輪」という名称もこの記事に登場する。しかし、『日本書紀』にあるこの記述は考古学研究で明らかにされた埴輪の変遷とは一致せず、人身御供の代替として埴輪が誕生したとする説は、野見宿禰の後裔を称し、古墳造営や葬儀を職掌としていた土師氏が後世に創作した伝承と考えられる。持統5年（691）年『日本書紀』編纂用の18氏家記・墓記提出令の際に、記載はないが同時の頃に下級の土師氏らも家記を提出し、編纂資料として参照されたと推定されている。

### 変遷

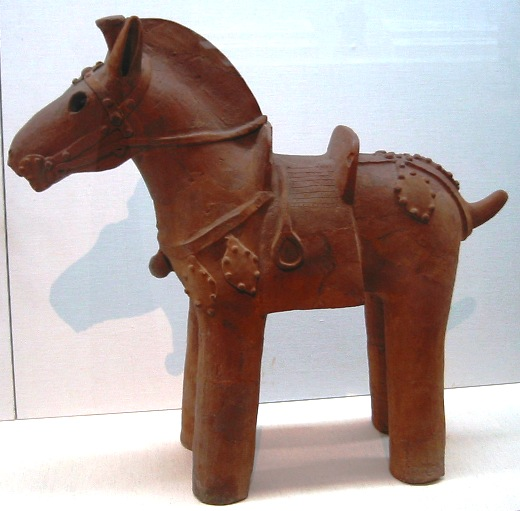
馬形埴輪（東京国立博物館）

古墳時代前期初頭（3世紀中葉〜後葉）には、吉備地方において円筒形・壺形、少し遅れて器台と器台に乗せた壺が一体化した形の朝顔形埴輪などの円筒埴輪が見られた。これら筒形埴輪は、地面に置くだけではなく、脚部を掘った穴に埋めるものへと変化した。前方後円墳の広がりとともに全国に広がった。
前期前葉（4世紀前葉）には、これらの埴輪とは別の系統に当たる家形埴輪のほか、蓋（きぬがさ）形埴輪や盾形埴輪をはじめとする器財埴輪、鶏形埴輪などの形象埴輪が現れた。初現期の形象埴輪については、どのような構成でどの場所に建てられたか未だ不明な点が多い。その後、墳頂中央で家型埴輪の周りに盾形・蓋形などの器財埴輪で取り巻き、さらに円筒埴輪で取り巻くという豪華な配置の定式化が4世紀後半の早い段階で成立する。そこに用いられた円筒埴輪は胴部の左右に鰭を貼り付けた鰭付き円筒埴輪である。
さらに、古墳時代中期中葉（5世紀中ごろ）からは、巫女などの人物埴輪や家畜である馬や犬などの動物埴輪が登場した。埴輪馬は裸馬のものと装飾馬があり、装飾馬は馬具を装着した姿で表現される。群馬県高崎市の保渡田八幡塚古墳は保渡田古墳群に含まれ、5世紀後半代の前方後円墳で、馬や鶏、猪など多くの動物埴輪が出土している。保渡田八幡塚古墳から出土した鵜形埴輪は首を高く上げ口に魚を加えた鵜の姿を形象しており、首には鈴のついた首紐が付けられ、背中で結ばれる表現も残る。鵜形埴輪の存在から、古墳時代には祭礼や行事としての鵜飼が行われていた可能性が考えられている。
またこの頃から、埴輪の配列の仕方に変化が現れた。それは、器財埴輪や家形埴輪が外側で方形を形作るように配列されるようになった。あるいは、方形列を省略することも行われている。さらに、靭形埴輪の鰭過度に飾り立てるようになったり、家型埴輪の屋根部分が不釣り合いに大型化したりするようになる。
畿内では古墳時代後期（6世紀中ごろ）、次第に埴輪は生産されなくなっていく。しかし、関東地方においては、なおも埴輪の生産が続けられた。なかでも、埼玉県鴻巣市の生出塚埴輪窯跡は当該期の東日本最大級の埴輪生産遺跡として知られる。

### 研究史
近代的考古学研究が始まる前の江戸時代にも、日本各地で埴輪が出土することがあり、中には写実性に欠けるものもあるが絵図や記録が作成された。現在、こうした江戸時代の古記録は埴輪の研究史上の重要な資料であり、文書記録だけが残り現物が伝わっていない埴輪もあることから、各地の郷土資料としても貴重である。当時は埴輪と呼称せず、瓦偶人（）と記した（当然、人物埴輪に対してのみの呼称である）。なお、1870年（明治3年）板刻の『上代衣服考』には「武州児玉郡若泉山所掘出物」の絵がみられる。これは上代の衣服を考察したものである。
明治に入り、近代的な考古学研究が開始されると、円筒埴輪の機能的意義についての研究も始まった。なおこの頃には埴輪土偶という呼称が使われている。1888年（明治21年）から1901年（明治34年）にかけて坪井正五郎は埴輪円筒（円筒埴輪）について、表面に縦向きに入った無数の筋目模様「刷毛目（ハケメ）」に注目し、土留から生じた柴垣模倣説を提唱し、異論を唱える和田千吉や、光井清三郎らと論争した。同じころ、瓦片生は、坪井の柴垣模倣説を認めつつハケメや焼き上がりの差異などから、埴輪の大まかな新旧関係=編年を把握する試みをしており、この時期の学史において特筆すべき成果とされる。
円筒埴輪の柴垣説論争が明確な決着を見ずに停止した後、大正から昭和初期にかけては形象埴輪についての研究も盛んになった。高橋健自の研究を引き継いだ後藤守一は、1931年（昭和6年）発表の論文「埴輪の意義」にて、埴輪に表現される服飾や装備品、所作から分類を行い、個々の埴輪の表す職掌的性格について分析した。人物埴輪ではよく知られた埼玉県野原古墳群出土の2体の埴輪を『踊る男女』（一般には『踊る埴輪』と呼ばれることが多い）と命名したのもこの頃である。また古墳に樹立される形象埴輪群（埴輪群像）に対し、古墳に葬られる首長（豪族）を送る葬儀、葬列を表すものではないかとして、形象埴輪のもつ具体的な意義・解釈にも初めて言及した。その後1958年（昭和33年）に小林行雄は、それまで美術・芸術学的視点に寄り気味だった形象埴輪研究で考古学的な分析を進展させ、形象埴輪には種類によって出現時期に差異があることを指摘し、編年的視点を与えた。
1967年（昭和42年）には近藤義郎と春成秀爾により円筒埴輪の研究で新たな知見が提示され、円筒埴輪が弥生時代後期後葉（2世紀後半）の吉備（岡山県）地方の弥生墳丘墓（楯築墳丘墓など）で出土する特殊器台・特殊壺（特殊器台型土器・特殊壺型土器とも呼ばれる）を祖源とし、3世紀後半までに成立してきた変遷過程が示された。
1971年（昭和46年）には形象埴輪の研究として、水野正好が群馬県保渡田八幡塚古墳の形象埴輪配列の構造を検討した「埴輪芸能論」を発表し、埴輪群像を「王権継承儀礼」を表したものとする説を唱えた。
1978年（昭和53年）、円筒埴輪の編年研究の不足を指摘した川西宏幸が「円筒埴輪総論」を発表した。川西は、円筒埴輪の持つ突帯（タガ）の形状や調整（ハケメ）の向きなどの諸属性を分類・検討し、ハケメ調整として断続的な「A種ヨコハケ（工具が表面から複数回離れる）」、継続的な「B種ヨコハケ（工具を離さないが静止痕が残る）」、連続的な「C種ヨコハケ（工具を離さず一周させる）」、「タテハケ」を見出だし、編年基準とした。また表面の「黒斑」の有無により、須恵器生産技術として伝来した窯の導入時期を画期とするなどして、I〜V期の年代区分を与え、全国的な埴輪編年を構築した。この円筒埴輪編年は天皇陵古墳などを含む全国の古墳の年代決定の基準ともなり、古墳研究を活性化させ現代の学界でも支持される成果となっている。
これ以降も、1988年（昭和63年）に器財埴輪についての編年を提示した高橋克壽の研究や、人物埴輪の型式学的分析から既存の分類名称や理解を再検討した塚田良道の研究（踊る埴輪が馬飼に分類される事を指摘した）などがある。
「埴輪芸能論」で知られる保渡田八幡塚古墳の整理報告書をまとめた若狭徹は、八幡塚古墳の埴輪配列には首長権継承儀礼の意味だけでなく、複数の場面が存在するという新たな解釈を加えた。
このほか犬木努らにより、関東地方出土の円筒・形象埴輪のハケメ調整痕を分析し、同一の工人（あるいは同一工具）の手による埴輪作品を特定し、埴輪製作の実態を明らかにする研究などが行われている。

## 意義
元々、吉備地方に発生した特殊器台形土器・特殊壺形土器は、墳墓上で行われた葬送儀礼に用いられたものであるが、古墳に継承された円筒埴輪は、墳丘や重要な区画を囲い込むというその樹立方法からして、聖域を区画するという役割を有していたと考えられる。
家形埴輪については、死者の霊が生活するための依代（よりしろ）という説と死者が生前に居住していた居館を表したものという説がある。古墳の埋葬施設の真上やその周辺の墳丘上に置かれる例が多い。
器財埴輪では、蓋が高貴な身分を表象するものであることから、蓋形埴輪も同様な役割と考えられているほか、盾や甲冑などの武具や武器形のものは、その防御や攻撃といった役割から、悪霊や災いの侵入を防ぐ役割を持っていると考えられている。
人物埴輪や動物埴輪などは、行列や群像で並べられており、葬送儀礼を表現したとする説、生前の祭政（首長権継承儀礼）の様子を再現したとする説などが唱えられている。このような埴輪の変遷は、古墳時代の祭祀観・死生観を反映しているとする見方もある。

## 埴輪の例

### 国宝

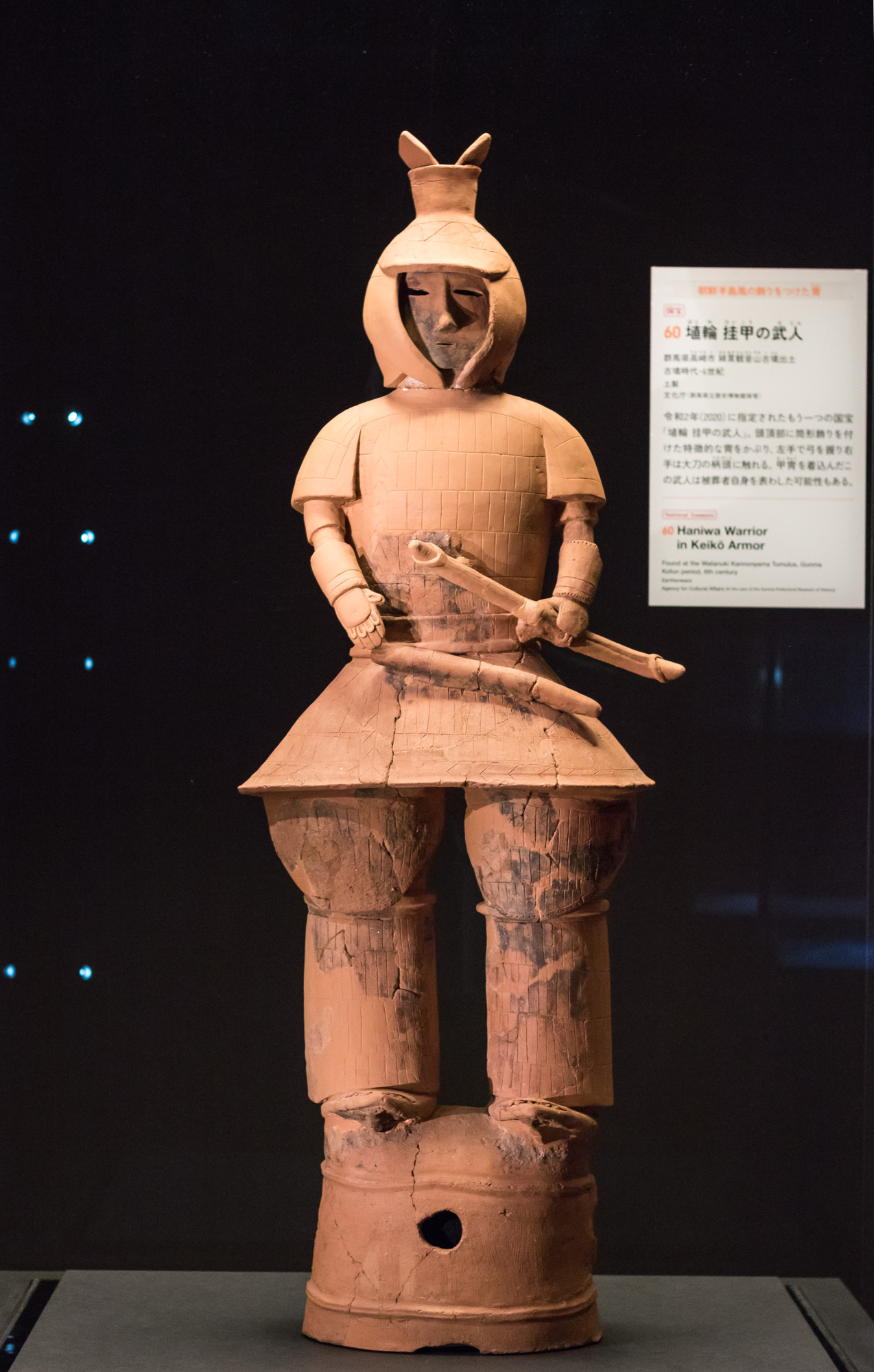
武装男子立像（綿貫観音山古墳出土）。群馬県立歴史博物館蔵。国宝。

- 埴輪武装男子立像 群馬県太田市飯塚町出土（東京国立博物館）
- 綿貫観音山古墳出土品（埴輪22点を含む） 群馬県高崎市綿貫観音山古墳出土（群馬県立歴史博物館）[注 5][33][34]
- 三重県宝塚1号墳出土品　埴輪120点含む 三重県松阪市出土（松阪市文化財センター）

### 重要文化財
- 埴輪甲・家残闕・円筒 宮城県名取市下増田経ノ塚古墳出土（東北大学総合学術博物館）
- 埴輪男子胡坐像（天冠埴輪） 福島県いわき市平神谷作腰巻出土（福島県立磐城高等学校）
- 埴輪男子跪坐像 茨城県桜川市（旧・岩瀬町）出土（個人蔵）
- 埴輪猿 伝茨城県行方市沖洲大日塚出土（東京国立博物館）
- 埴輪男子跪坐像 茨城県鉾田市青柳字不二内出土（東京大学総合研究博物館）
- 埴輪男子立像 茨城県結城郡八千代町出土（大和文華館）
- 埴輪女子像 栃木県宇都宮市雀の宮菖蒲塚出土（東京大学総合研究博物館）
- 上野塚廻り古墳群3.4号墳出土埴輪 群馬県太田市竜舞出土（文化庁蔵、群馬県立歴史博物館保管）
- 埴輪男子倚像（琴を弾く男） 群馬県前橋市朝倉町（旧・勢多郡上川淵村）出土（相川考古館）
- 埴輪男子胡坐像 群馬県高崎市八幡原出土（天理大学附属天理参考館）
- 埴輪男子立像 群馬県伊勢崎市豊城町（旧・同市八寸字権現山）出土（相川考古館）
- 埴輪女子立像 群馬県伊勢崎市豊城町横塚（旧・同市八寸字横見）出土（東京国立博物館）
- 埴輪男子立像 群馬県伊勢崎市波志江町出土（箱根美術館）
- 埴輪武装男子半身像 群馬県伊勢崎市（旧・赤堀町）出土（東北歴史博物館）
- 埴輪鶏 群馬県伊勢崎市境上武士天神山古墳出土（群馬県立歴史博物館）
- 埴輪猪 群馬県伊勢崎市境上武士天神山古墳出土（東京国立博物館）
- 埴輪犬 群馬県伊勢崎市境上武士天神山古墳出土（個人蔵）
- 埴輪男子立像 群馬県伊勢崎市境上武士天神山古墳出土（個人蔵）
- 埴輪鷹狩男子像 群馬県伊勢崎市（旧・境町）出土（大和文華館）
- 埴輪男子立像 群馬県藤岡市本郷出土（個人蔵）
- 埴輪男子立像 群馬県邑楽郡大泉町出土（相川考古館）
- 埴輪女子倚像（腰かける巫女） 群馬県邑楽郡大泉町古海（こかい）出土（東京国立博物館）
- 埴輪馬 群馬県邑楽郡大泉町（旧・大川村）出土（個人蔵）
- 埴輪武装男子立像 群馬県太田市（旧新田郡強戸村成塚）出土（相川考古館）
- 埴輪武装男子立像 群馬県太田市世良田町（旧・尾島町）出土（天理参考館）
- 埼玉県酒巻14号墳出土埴輪 力士、飾馬など95点 埼玉県行田市酒巻出土（行田市郷土博物館）
- 埼玉県生出塚埴輪窯跡出土品 埴輪41点含む 埼玉県鴻巣市出土（鴻巣市）
- 埴輪女子像 埼玉県本庄市（旧・児玉町）出土（早稲田大学會津八一記念博物館）
- 埴輪馬 埼玉県熊谷市上中条（かみちゅうじょう）（中条古墳群）出土（東京国立博物館）
- 埴輪武装男子像（埴輪 短甲の武人） 埼玉県熊谷市上中条（中条古墳群）出土（東京国立博物館）
- 石川県矢田野エジリ古墳出土埴輪 30点 石川県小松市出土（小松市立博物館）
- 家形埴輪2点、壺形埴輪3点 大阪府八尾市美園町美園古墳出土（文化庁蔵、大阪府立近つ飛鳥博物館保管）
- 埴輪水鳥 3点 大阪府藤井寺市城山古墳出土（藤井寺市・アイセルシュラホール）
- 大阪府長原高廻り古墳群出土埴輪 家、船、盾、短甲など30点 大阪市平野区出土（文化庁蔵、大阪歴史博物館保管）
- 埴輪牛 奈良県磯城郡田原本町出土（唐古・鍵考古学ミュージアム）
- 埴輪家 奈良県桜井市外山（とび）出土（東京国立博物館）
- 伯耆長瀬高浜遺跡出土埴輪 鳥取県湯梨浜町はわい長瀬出土（湯梨浜町羽合歴史民俗資料館）
- 平所遺跡埴輪窯跡出土品 馬、鹿、家など埴輪10点含む 島根県松江市出土（八雲立つ風土記の丘展示学習館）
- 埴輪家（子持家） 宮崎県西都市西都原出土（東京国立博物館）
- 埴輪船 宮崎県西都市西都原出土（東京国立博物館）

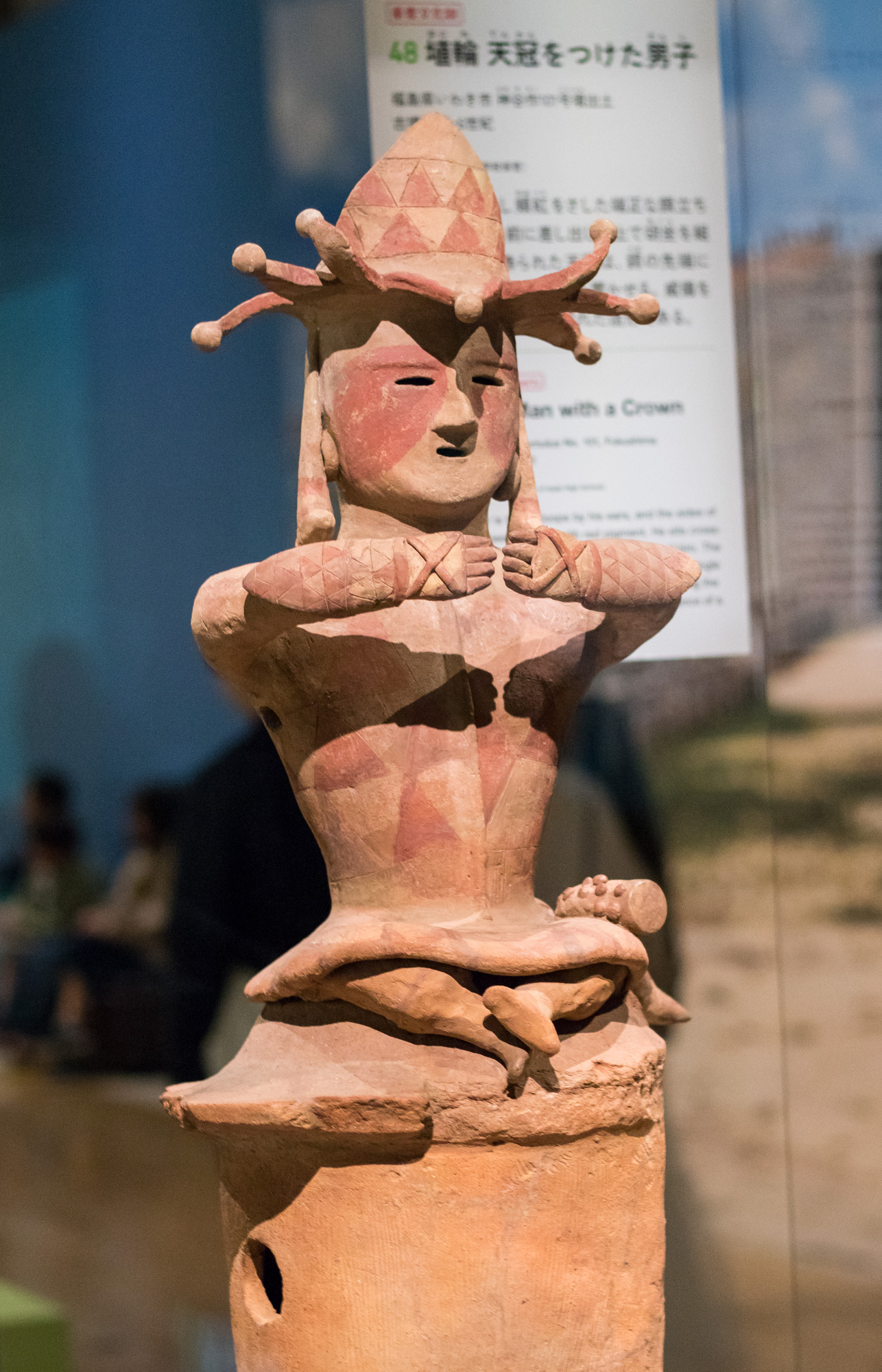
天冠埴輪 （福島県いわき市平神谷作腰巻出土） 福島県立磐城高等学校蔵
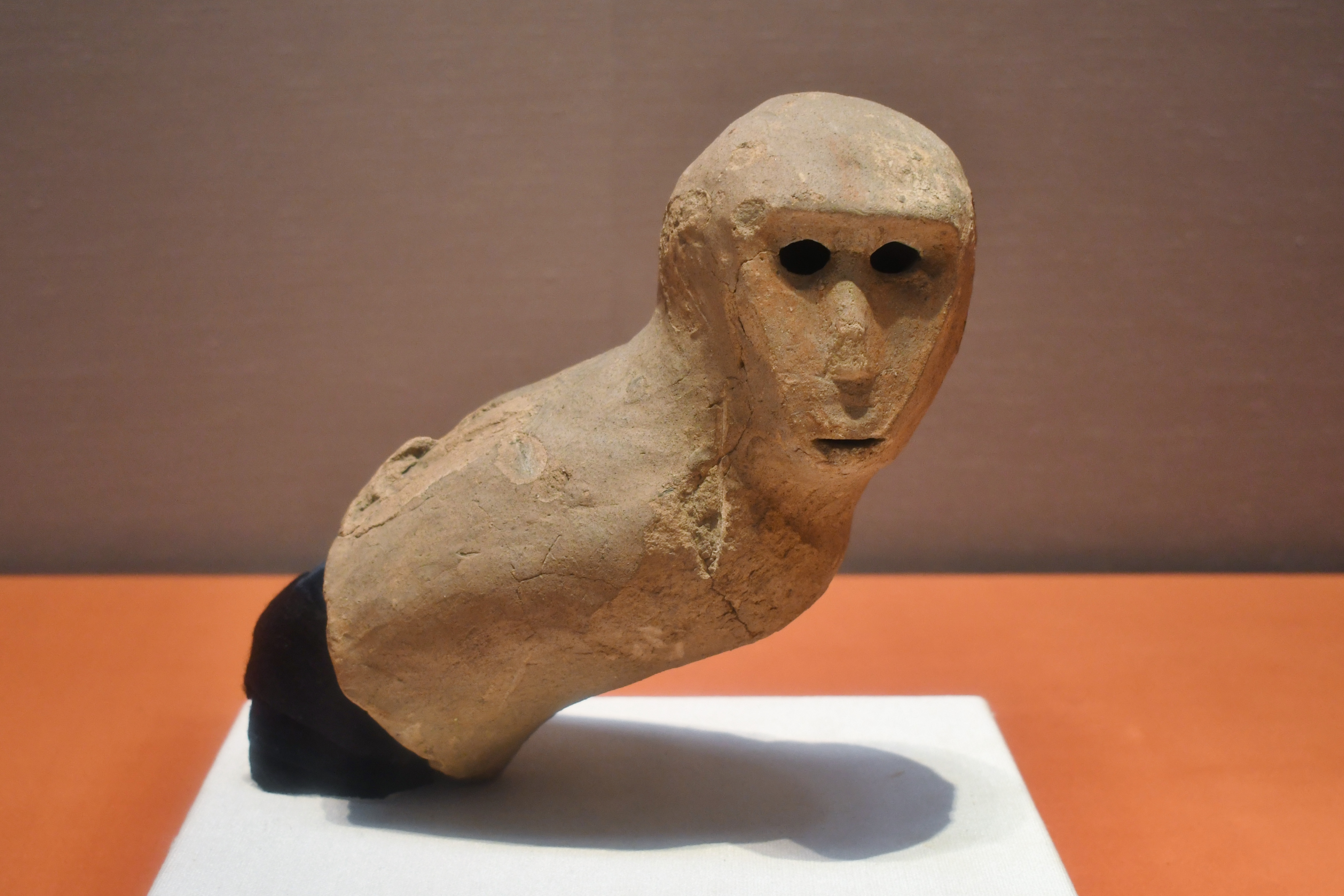
猿（伝茨城県行方市・大日塚古墳出土）東京国立博物館蔵
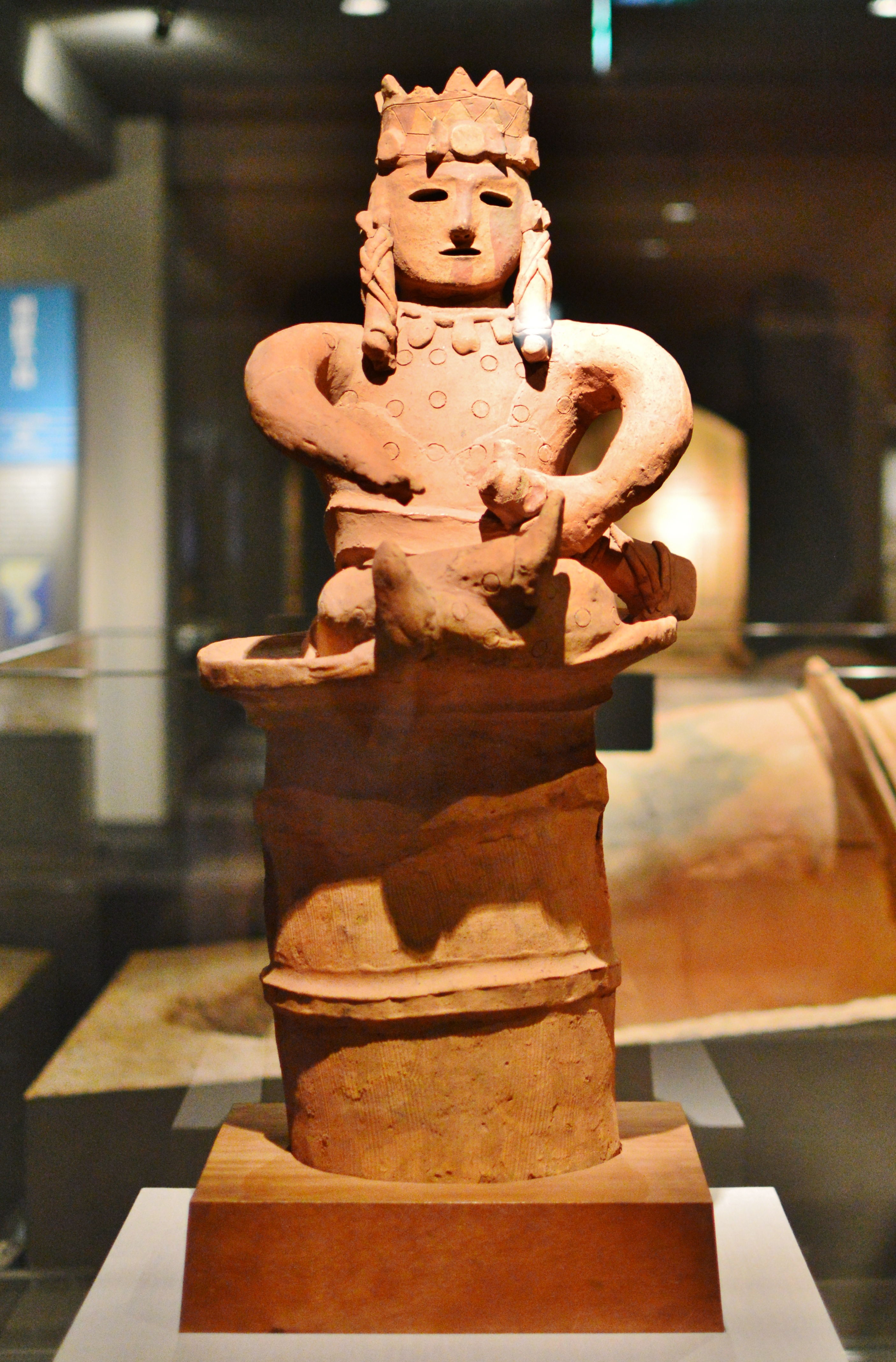
男子胡坐像（群馬県高崎市八幡原出土）天理大学蔵
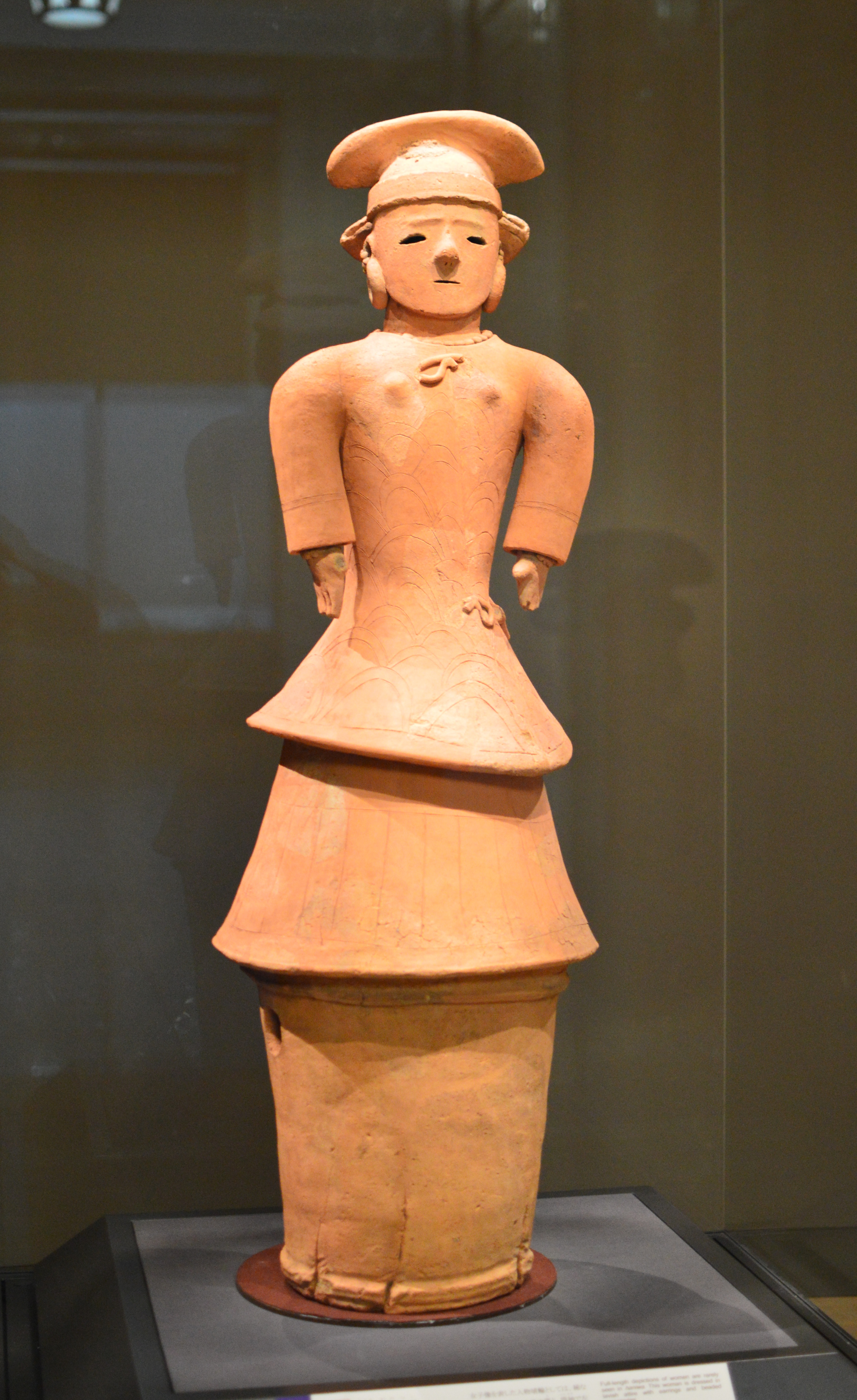
盛装女子（群馬県伊勢崎市豊城町横塚（八寸字横見）出土）東京国立博物館蔵
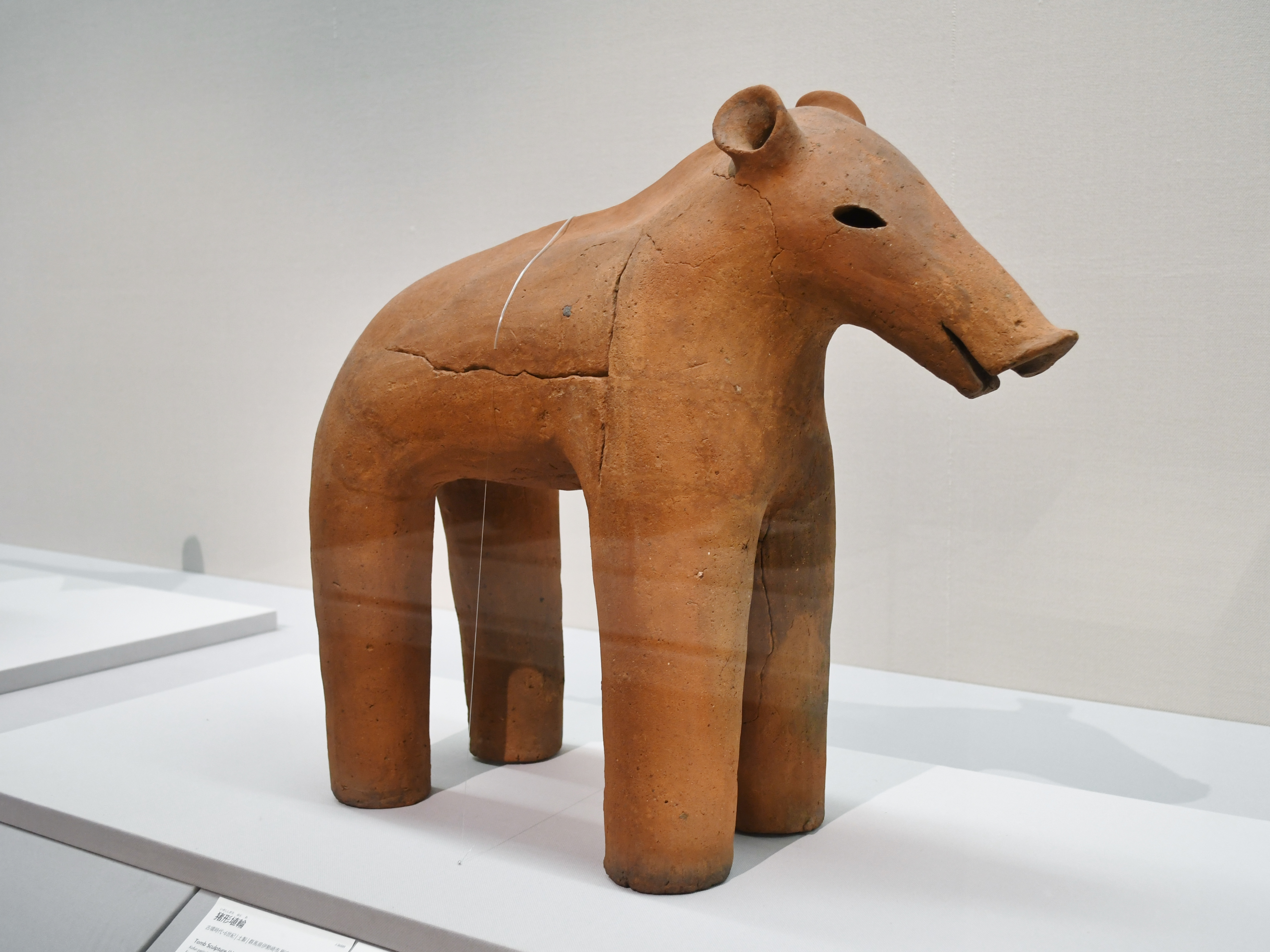
猪（群馬県伊勢崎市剛志天神山古墳出土）東京国立博物館蔵
腰かける巫女（群馬県大泉町古海出土）東京国立博物館蔵
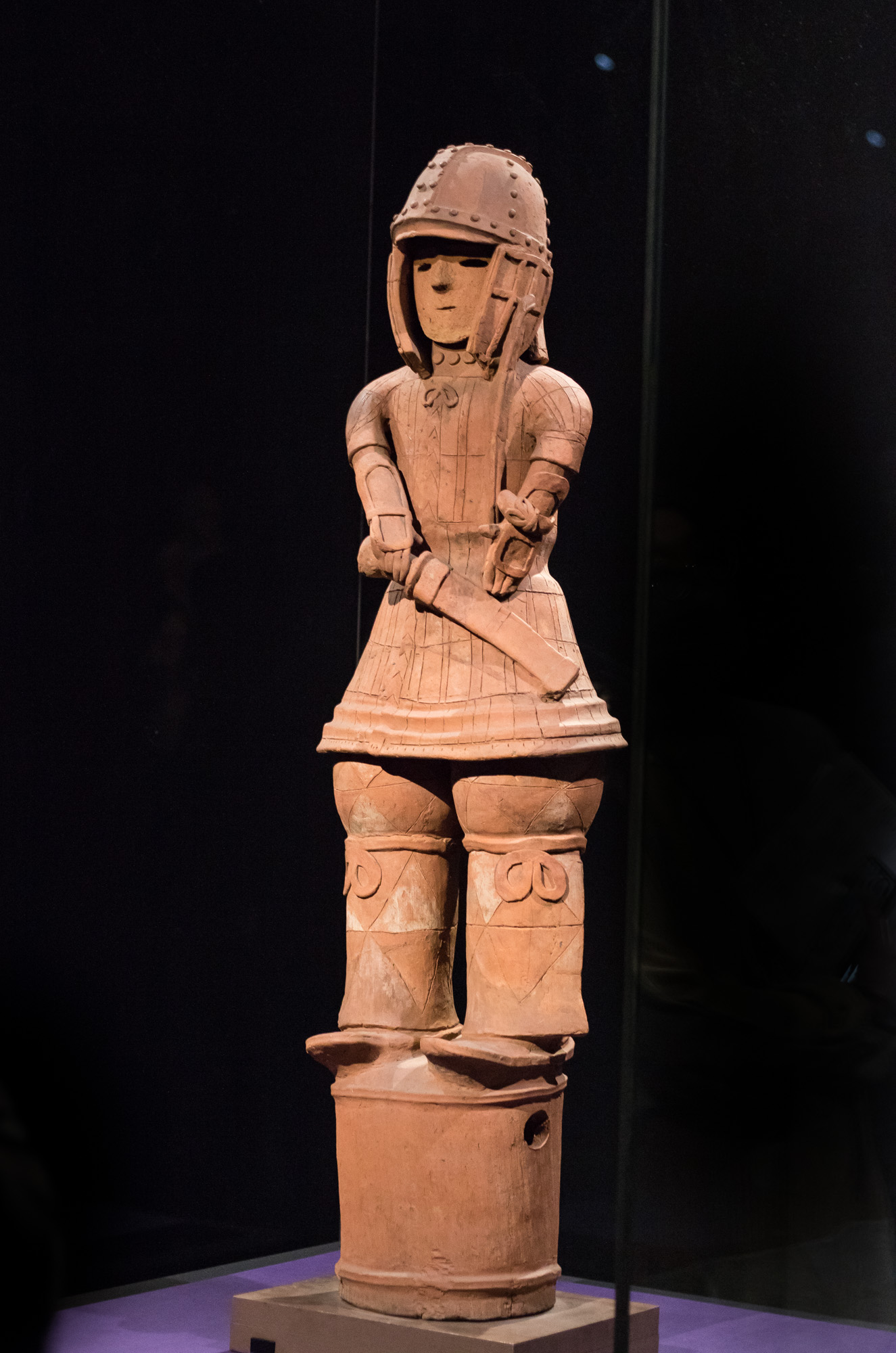
武装男子立像 (群馬県太田市出土) 相川考古館蔵
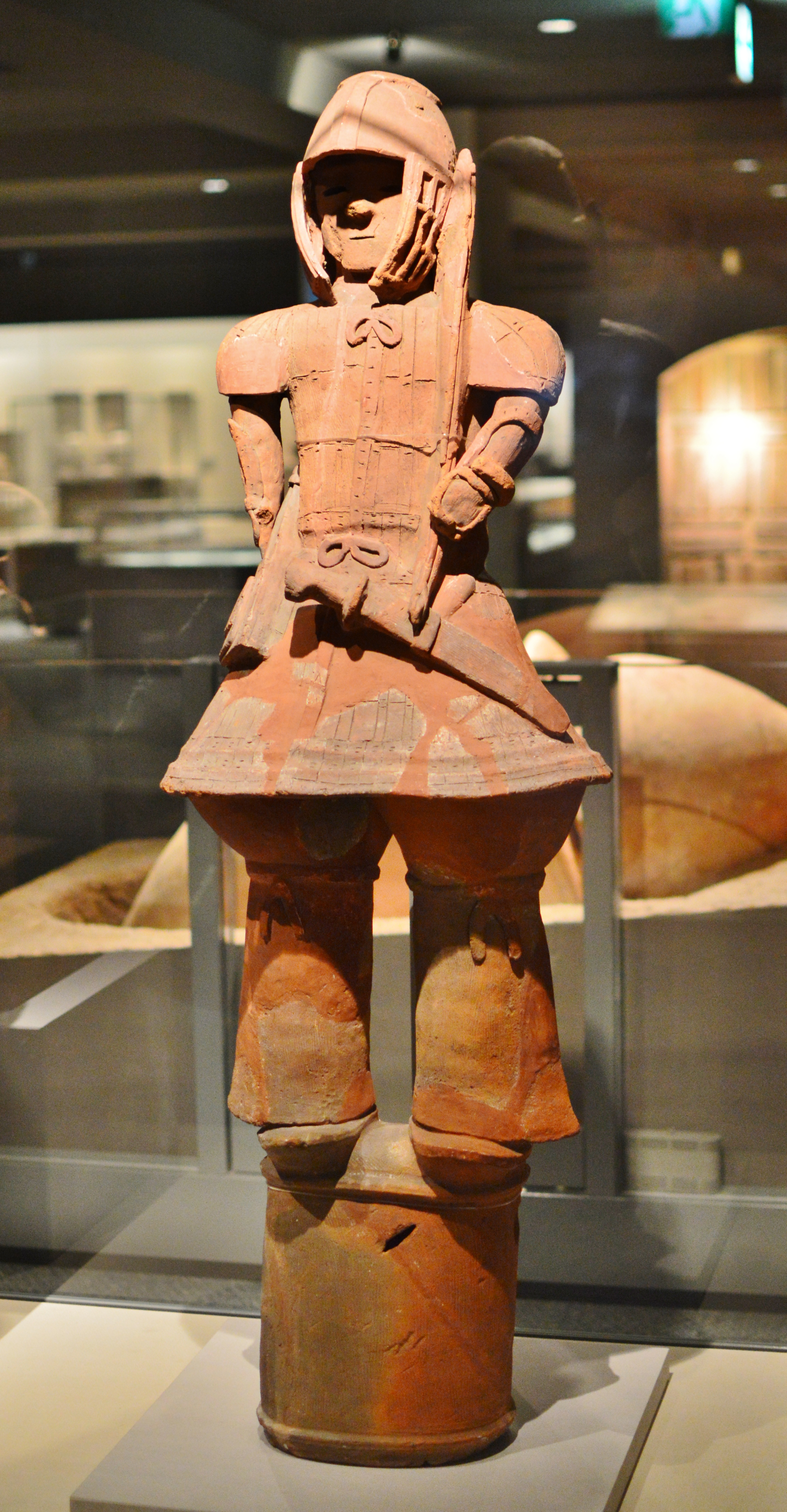
武装男子立像（群馬県太田市世良田町出土）天理大学蔵
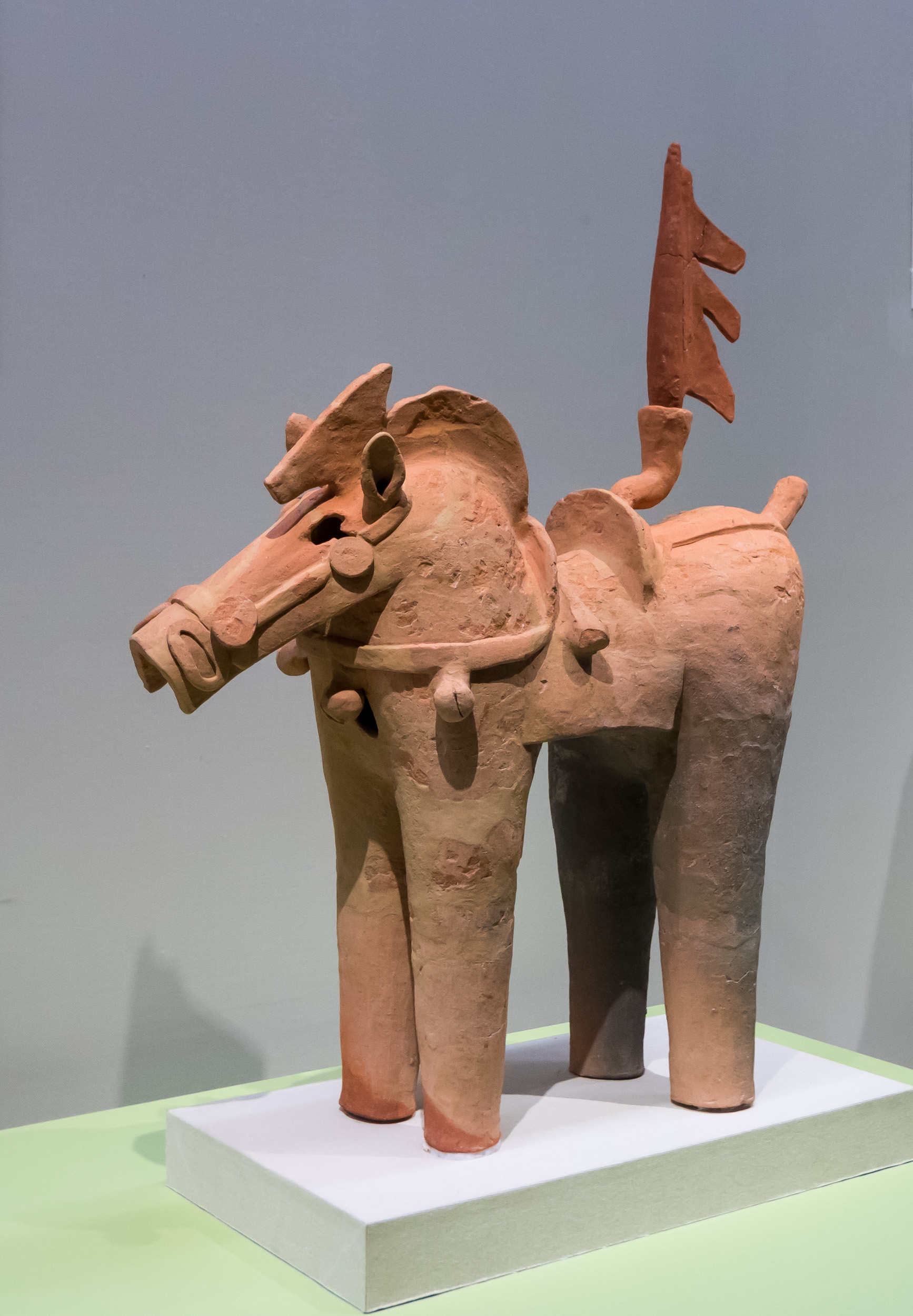
旗を立てた馬型埴輪 (埼玉県酒巻14号墳出土) 行田市郷土博物館蔵
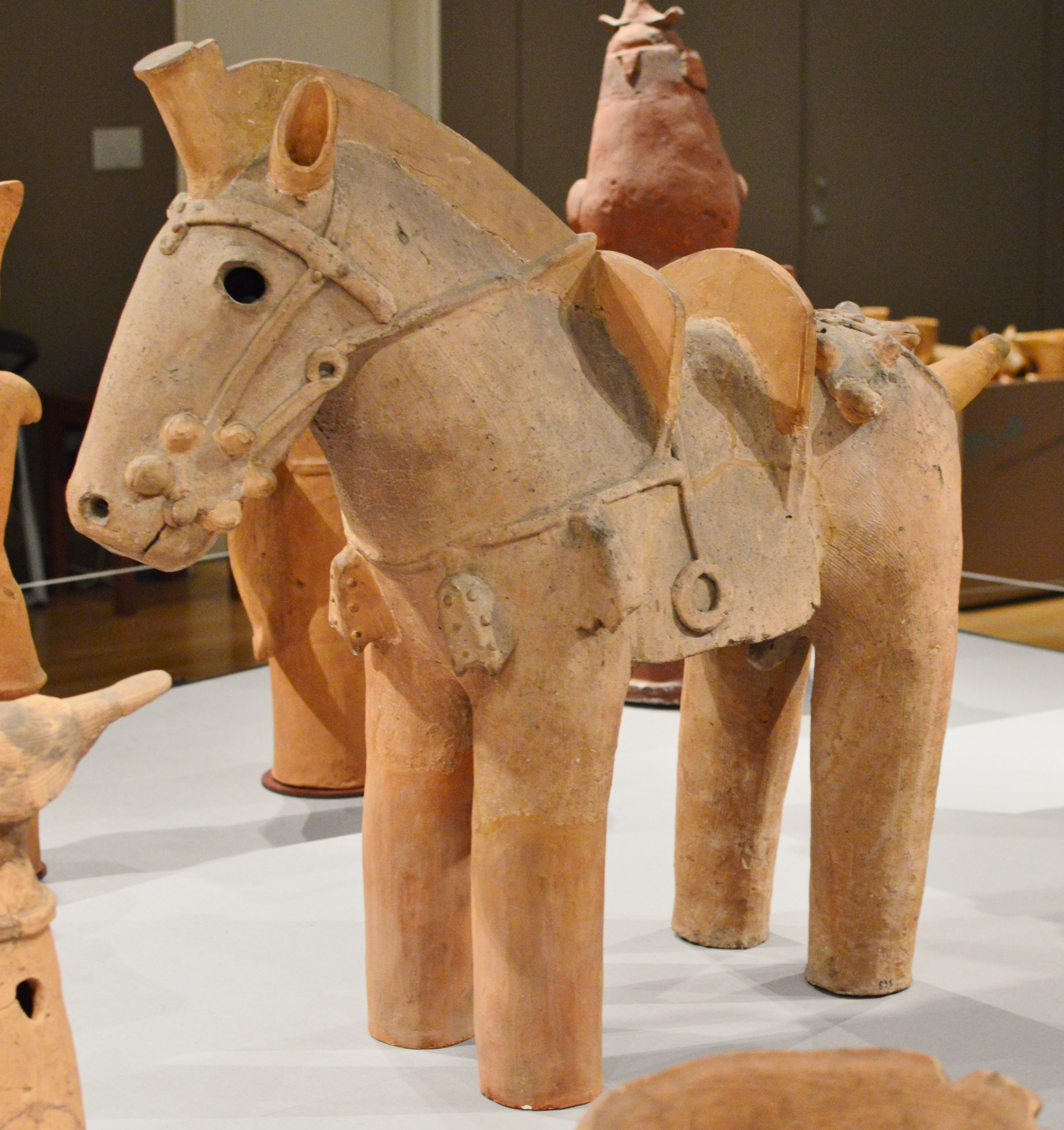
馬（埼玉県熊谷市上中条出土）東京国立博物館蔵
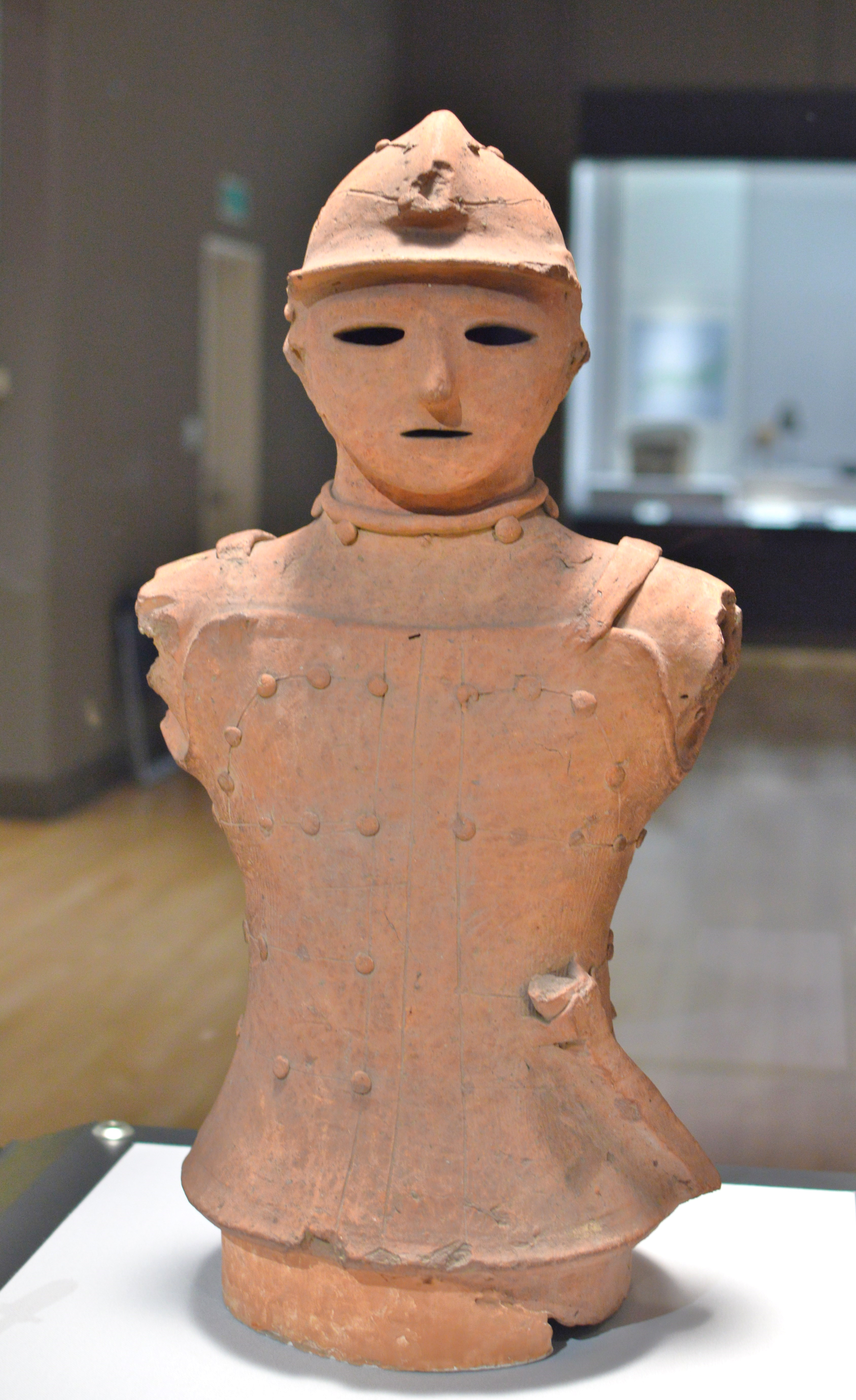
短甲の武人（埼玉県熊谷市上中条出土）東京国立博物館蔵
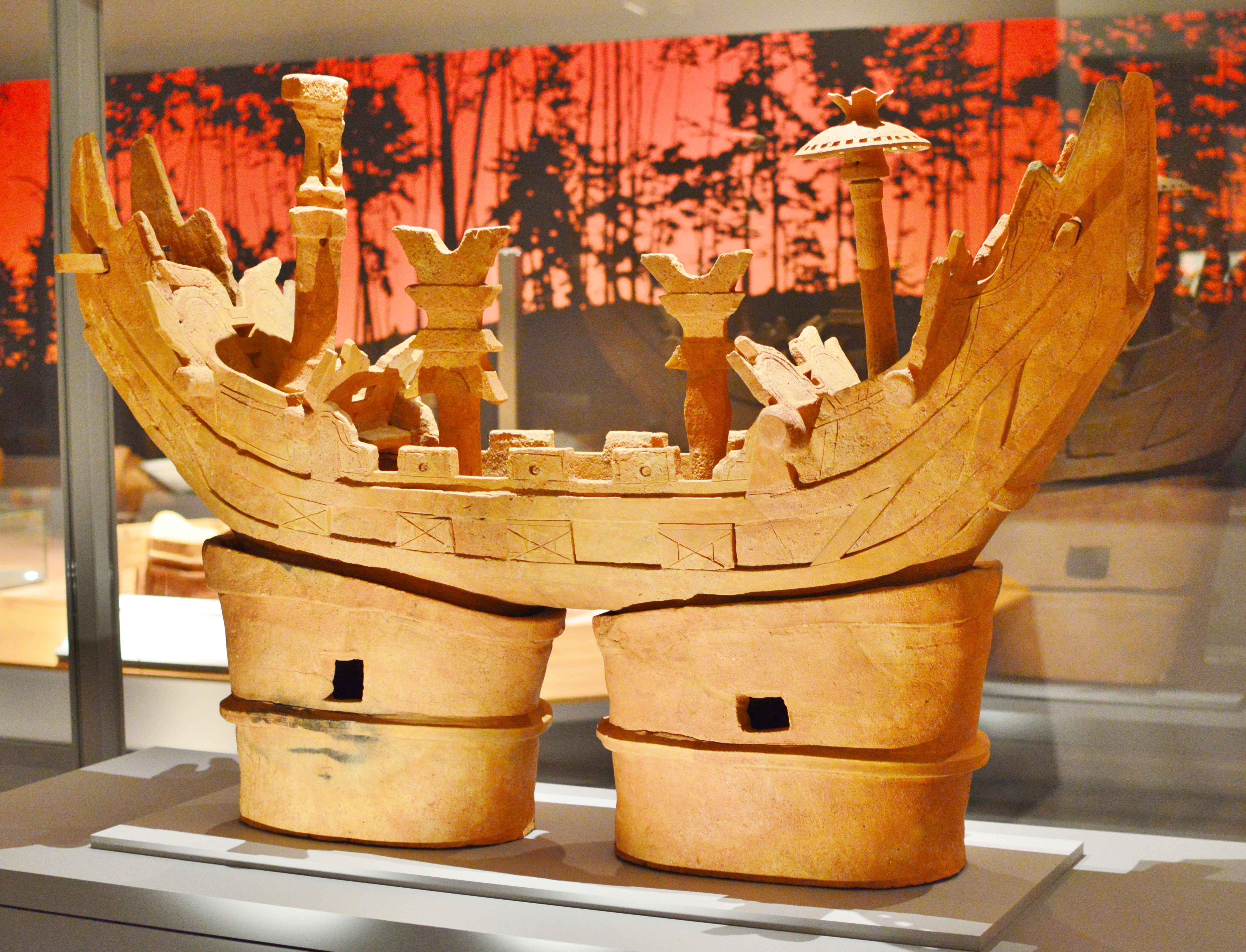
船（三重県松阪市宝塚1号墳出土）松阪市蔵
家（大阪府八尾市美園古墳出土）文化庁蔵
水鳥3点（大阪府津堂城山古墳出土）藤井寺市蔵
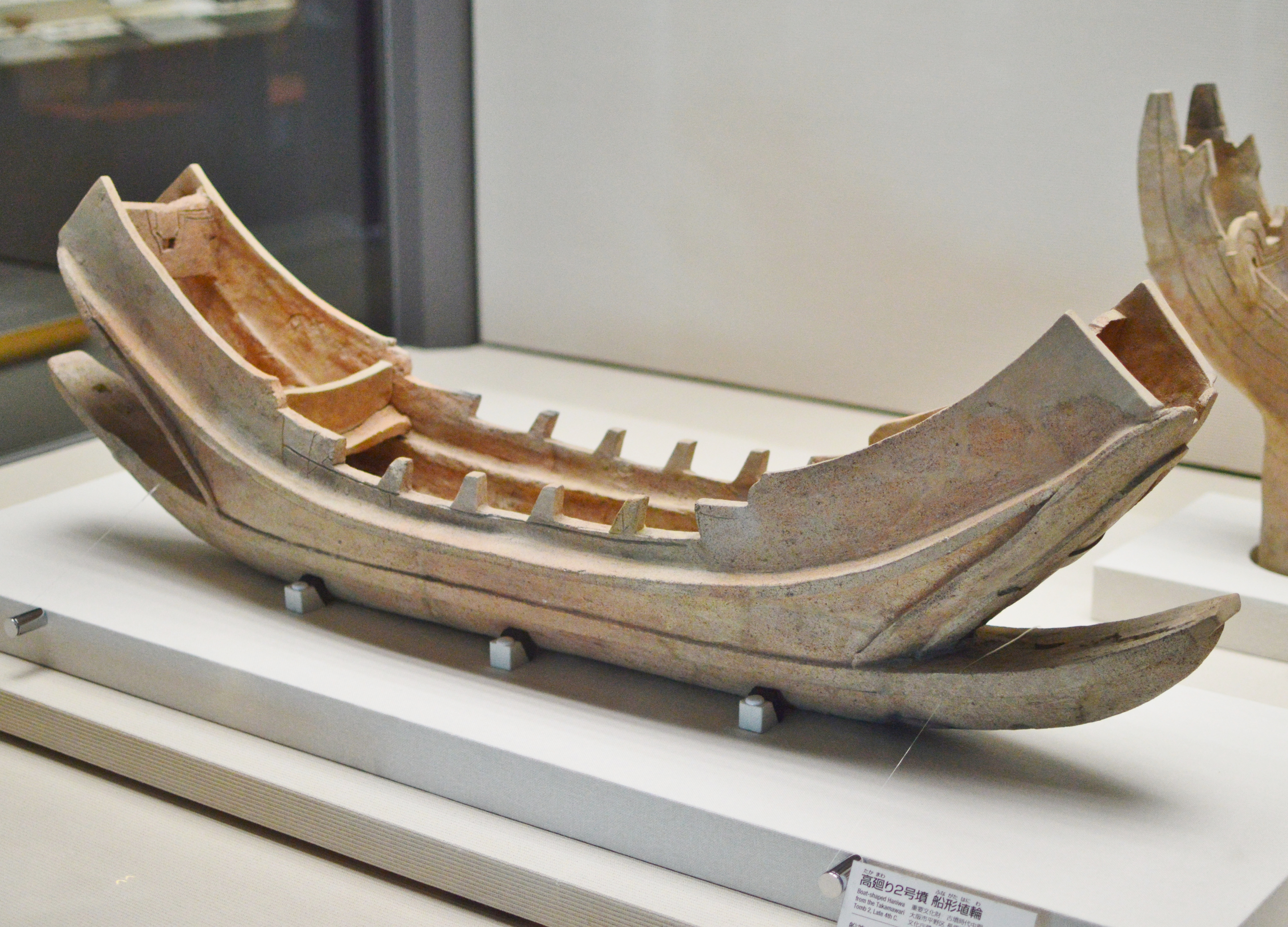
船（大阪府長原高廻り古墳群出土）大阪歴史博物館蔵
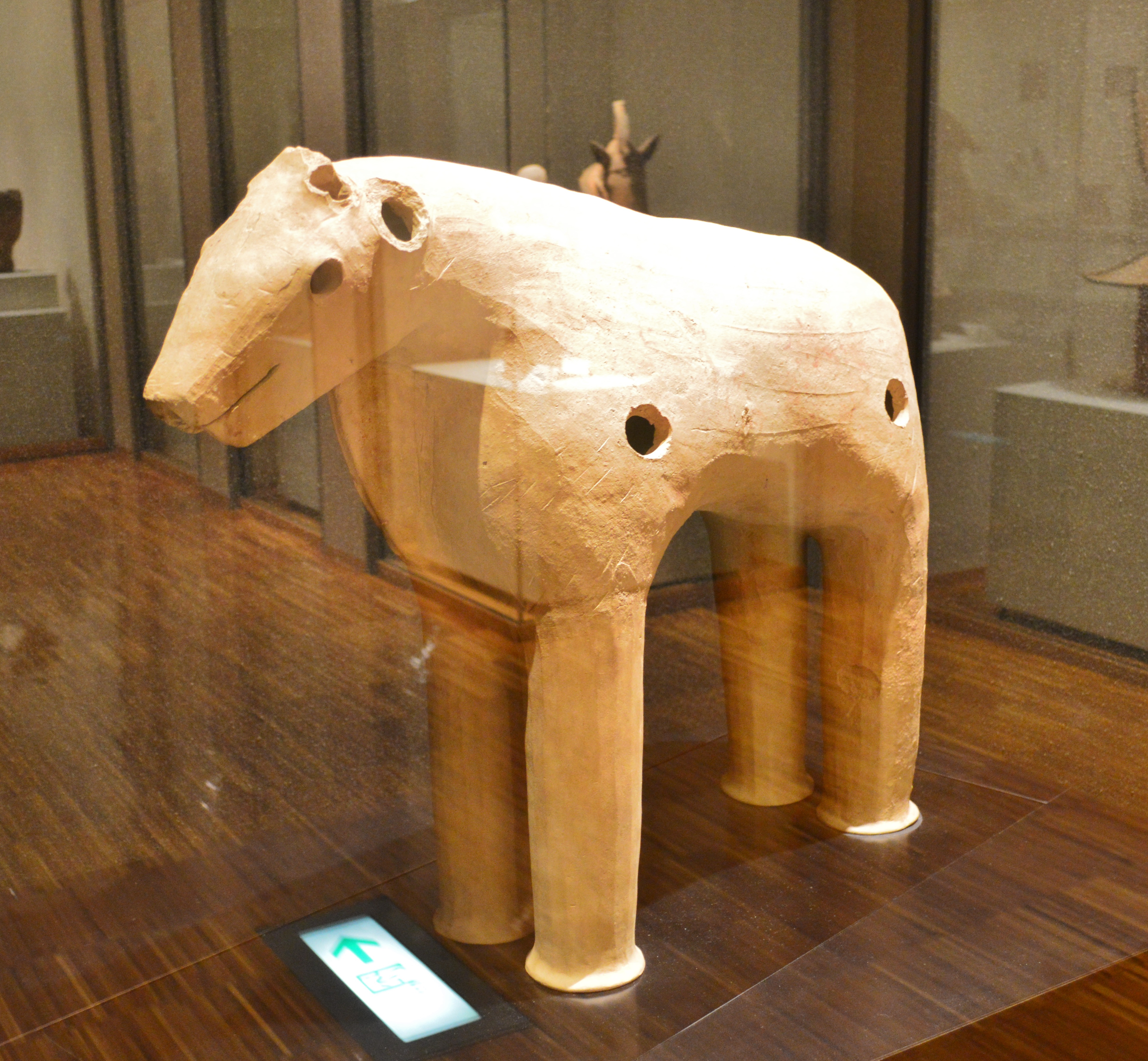
牛（奈良県磯城郡田原本町出土）唐古・鍵考古学ミュージアム蔵
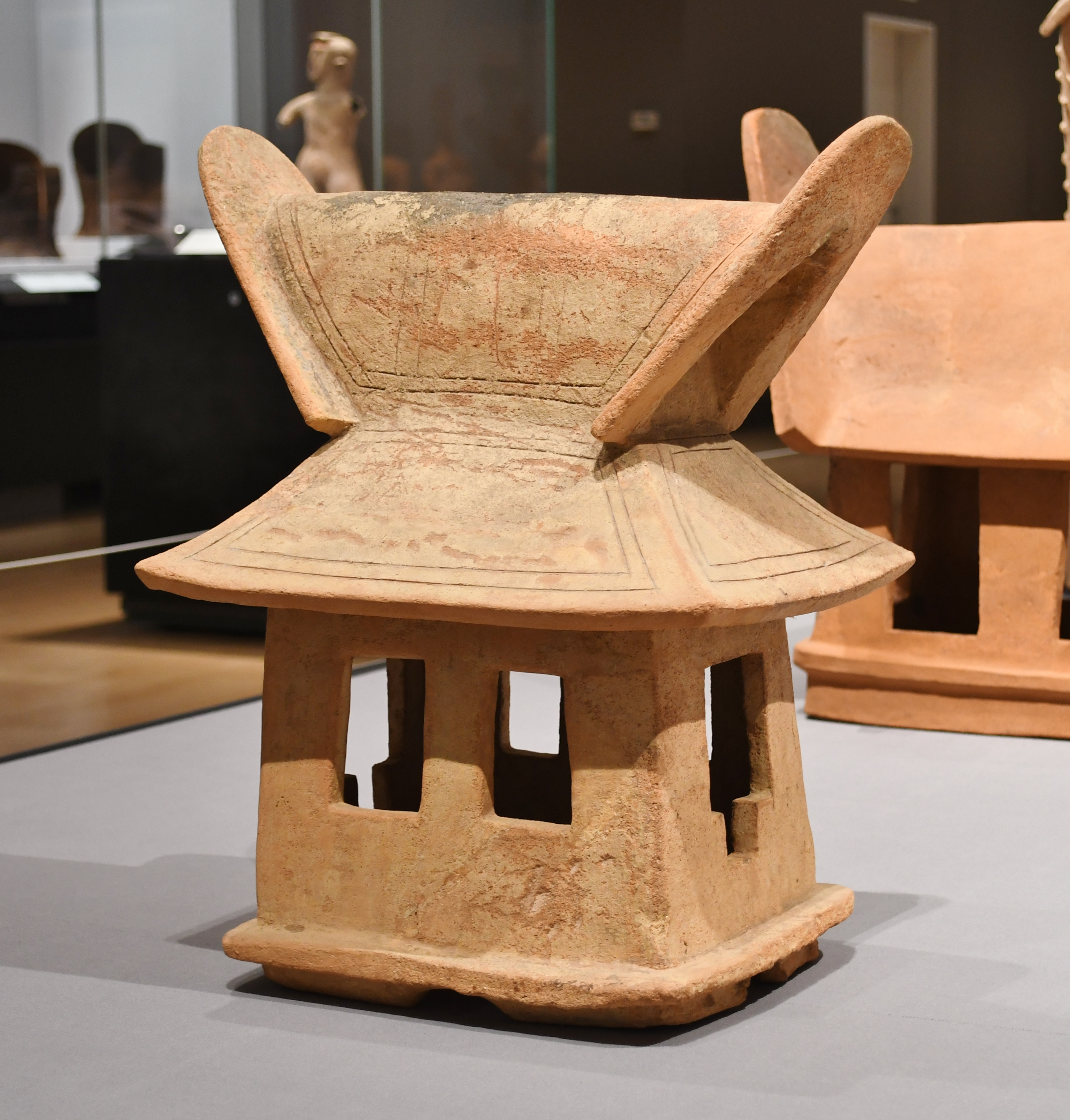
家（奈良県桜井市外山出土）東京国立博物館蔵
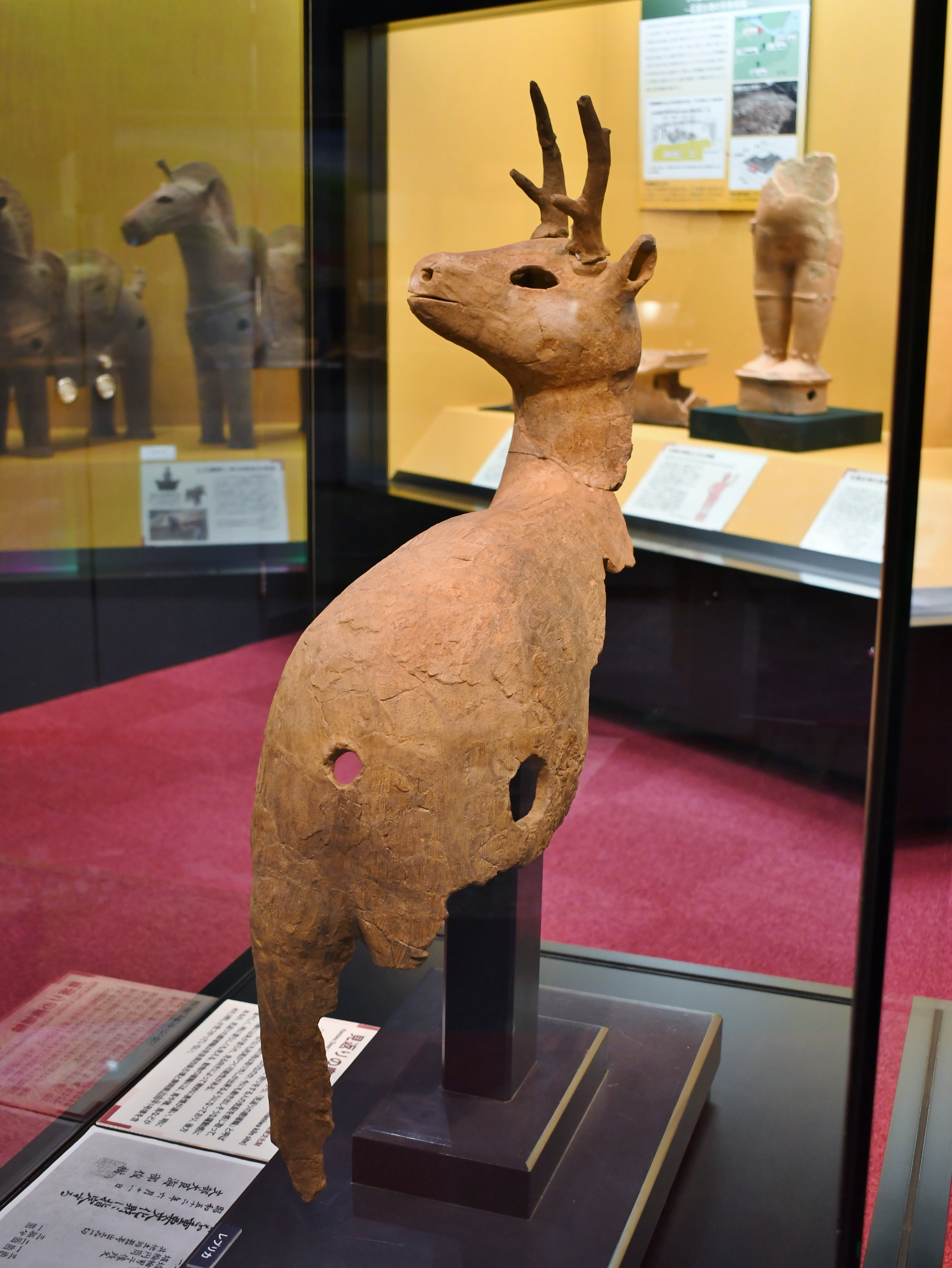
見返りの鹿（島根県松江市平所遺跡出土）島根県教育委員会（島根県立八雲立つ風土記の丘）蔵
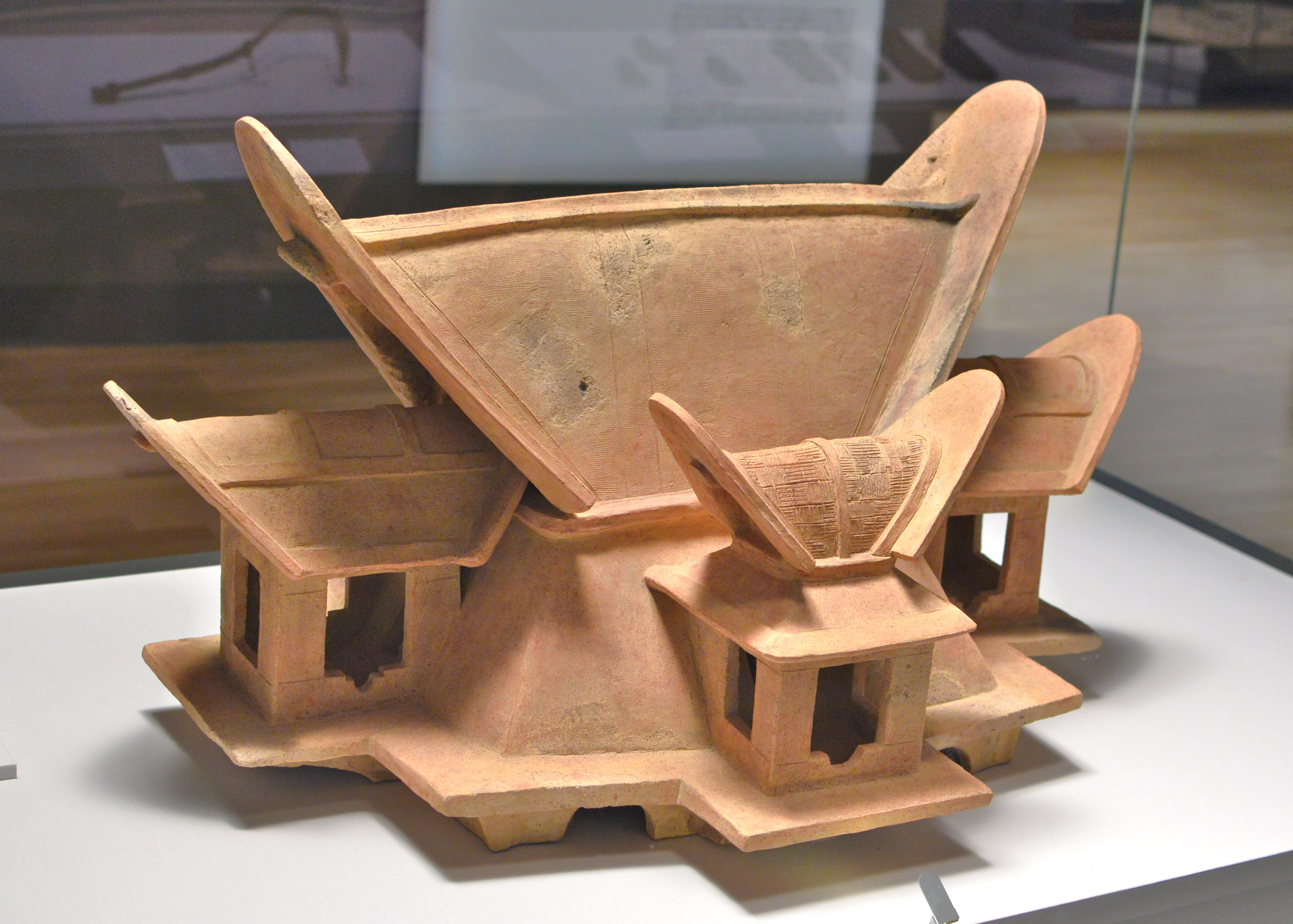
子持家（宮崎県西都市出土）東京国立博物館蔵
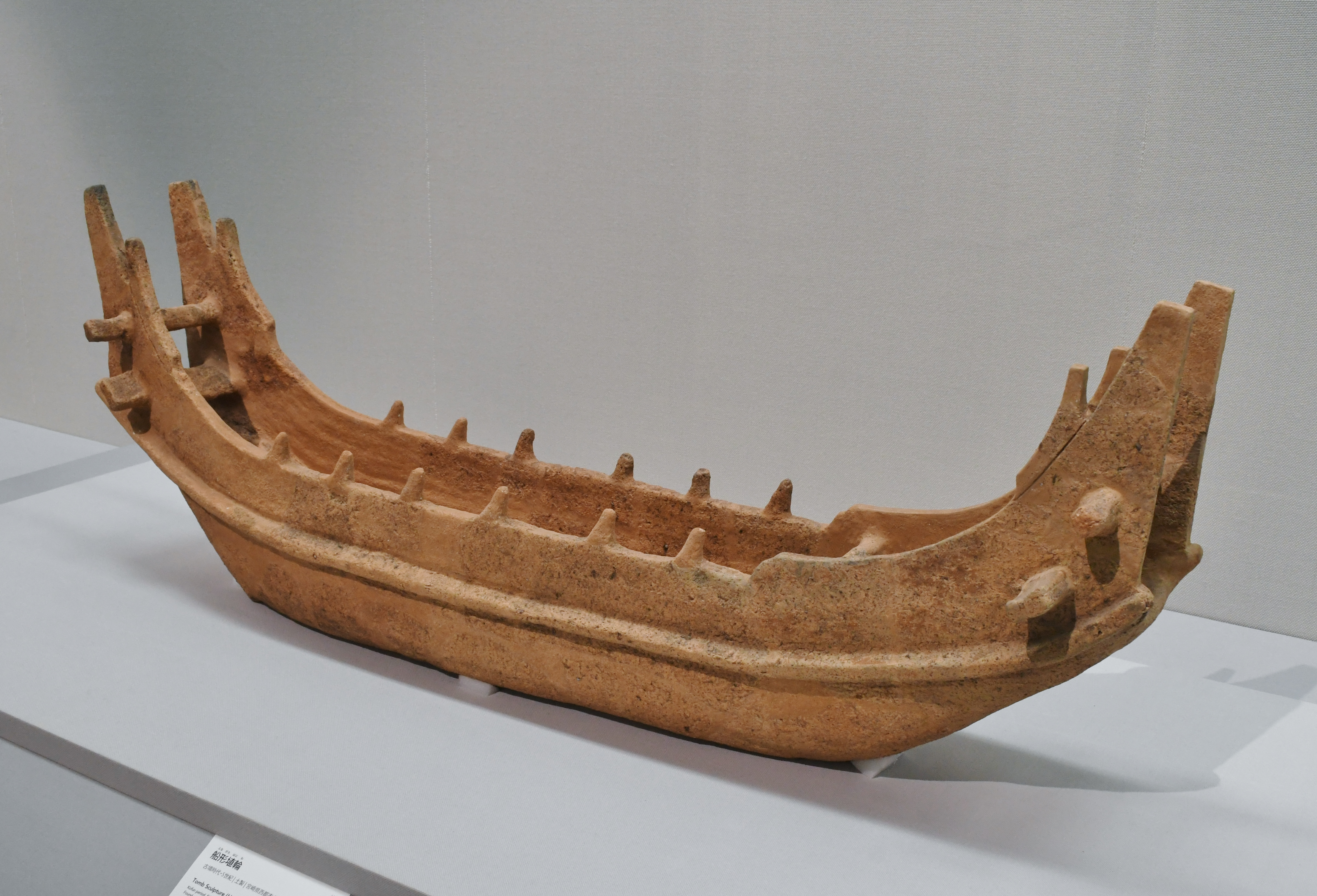
船（宮崎県西都市出土）東京国立博物館蔵

### その他の著名な埴輪
- 埴輪 踊る人々（踊る男女） - 俗に「踊る埴輪」と呼称されるタイプであるが、研究者の間では馬をひく「馬飼」の埴輪と見られている[29][35][36]。またこうした馬飼埴輪には共通して足の表現がない[37]。埼玉県熊谷市（旧・江南町）出土（東京国立博物館蔵）
- 埴輪踊る男子像 - 伝群馬県前橋市五代町出土（前橋市立芳賀小学校蔵）前橋市指定重要文化財[38][39]。両腕を掲げる半身立像であり「埴輪 踊る人々」とは全く異なる類型である。
- 埴輪女子頭部 - 大阪府堺市堺区大仙陵古墳（伝・仁徳天皇陵）出土（宮内庁書陵部）
- 人物埴輪頭部 - 容姿が映画『男はつらいよ』の主人公・車寅次郎（寅さん）に似ることから、「寅さん埴輪」の通称で知られる。2001年8月4日に柴又八幡神社古墳より出土したが、同日は車寅次郎を演じた渥美清の命日でもあった[40]。柴又八幡神社古墳出土埴輪（東京都指定有形文化財）の一部[41]。

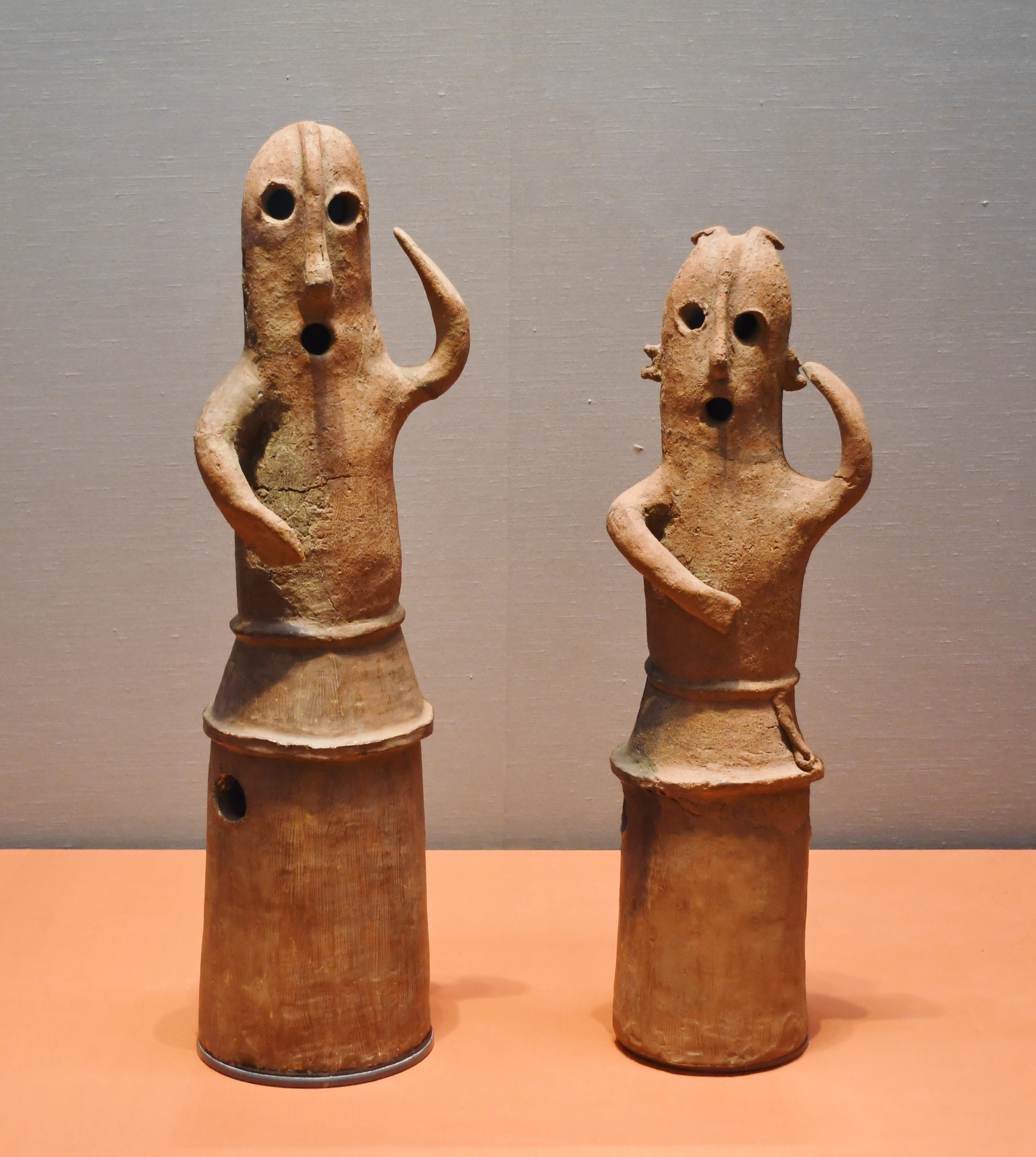
埴輪 踊る人々（馬飼、俗称「踊る男女」）（埼玉県熊谷市野原出土）東京国立博物館蔵
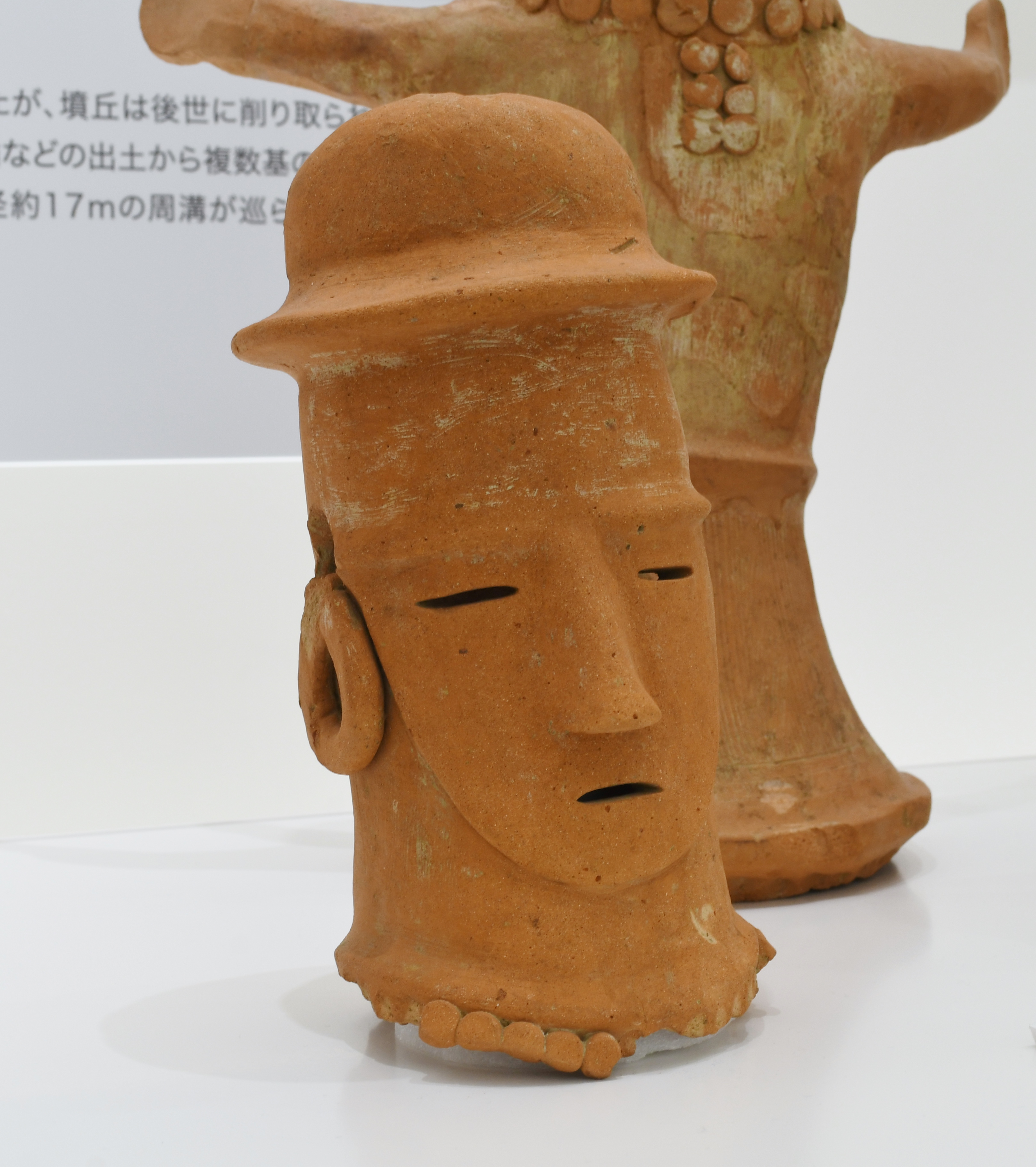
人物頭部（通称「寅さん埴輪」）（柴又八幡神社古墳出土）葛飾区郷土と天文の博物館展示
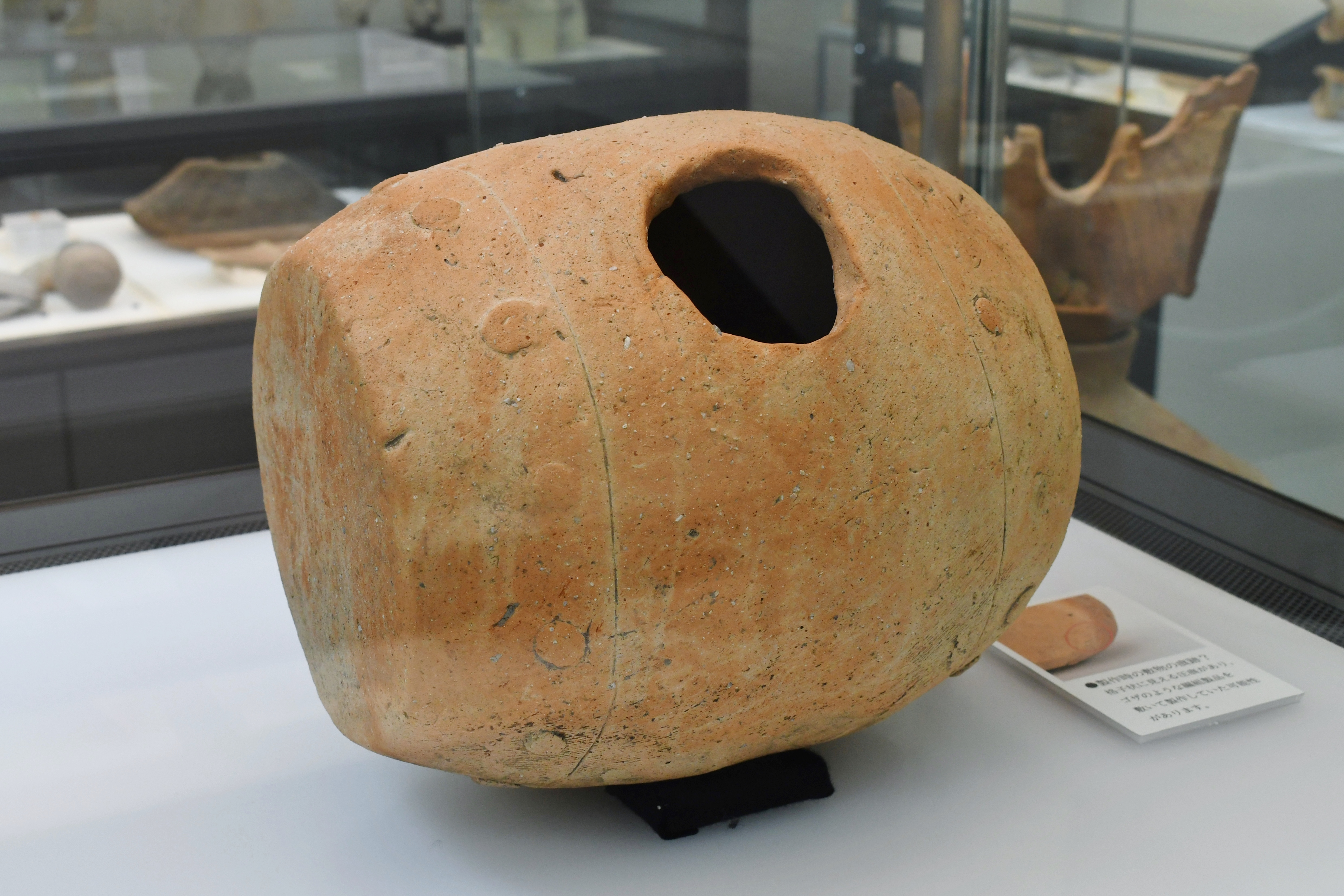
太鼓（宮古平塚古墳出土）唐古・鍵考古学ミュージアム企画展示
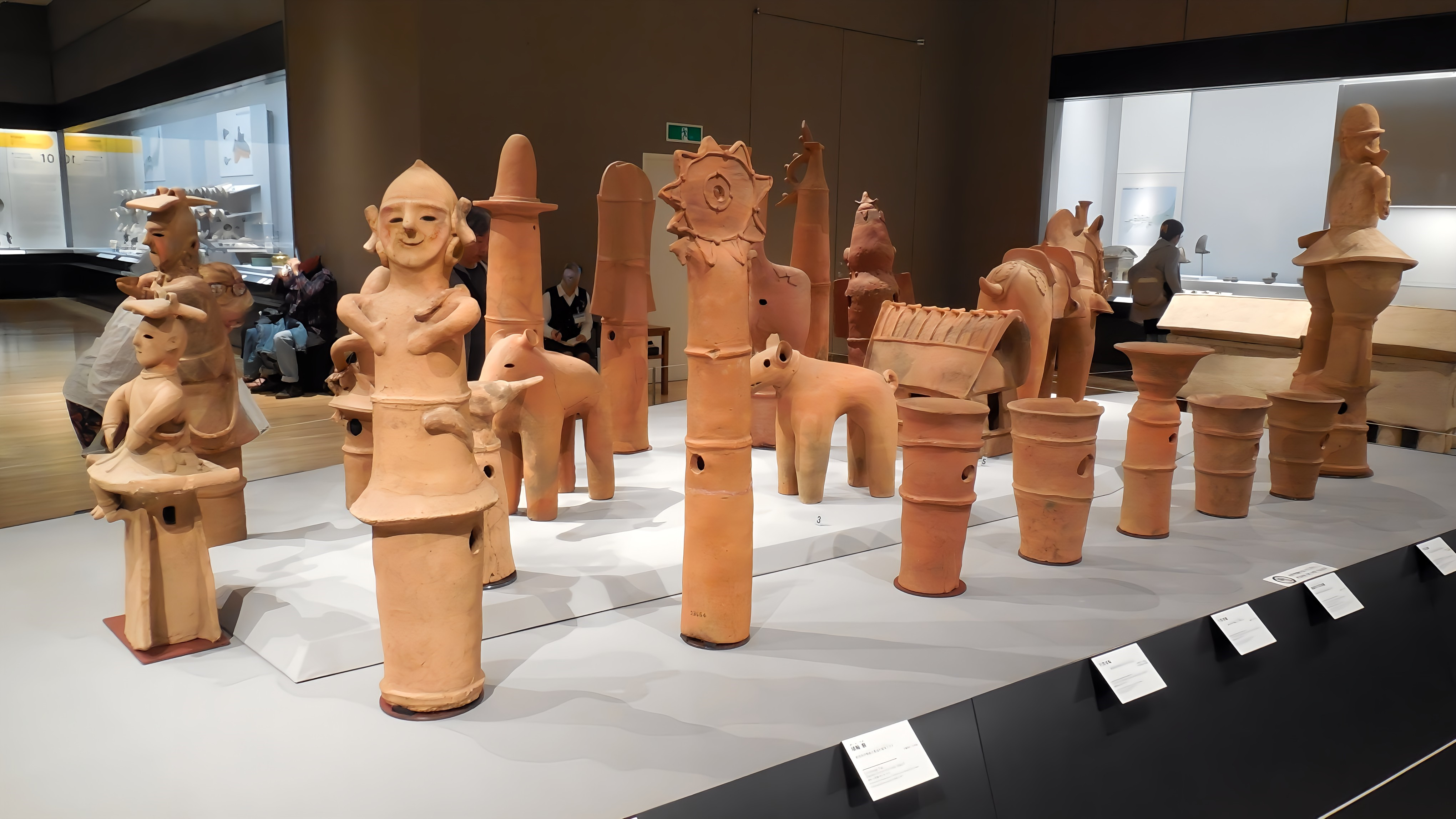
東京国立博物館コレクション・手前左から 腰かける巫女、鍬を担ぐ男子、翳形埴輪、円筒埴輪の数々

### 切手・はがき
普通切手の意匠
- 馬
  - 1966年（昭和41年）7月1日発売 65円[注 6]
  - 1968年（昭和43年）7月20日発売 刷色変更
- 兵士（埴輪 挂甲武人）
  - 1974年（昭和49年）11月11日発売 200円
  - 1976年（昭和51年）1月25日発売[43] 刷色変更
  - 1989年（平成元年）6月1日発売 210円 200円と同図案の刷色違い
  - 2010年（平成22年）11月29日書体変更の発表[44]（2014年（平成26年）3月31日販売終了）[45][43]

記念はがきの意匠
- 兵士（埴輪 挂甲武人）[注 7]
  - 1943年（昭和18年）12月8日発売 「大東亜戦争記念報国はがき」 2銭[注 8]